# Eleições legislativas portuguesas de 2009
As eleições legislativas portuguesas de 2009, também designadas eleições para a Assembleia da República, realizaram-se no dia 27 de setembro de 2009 e os seus resultados, como determinado constitucionalmente, determinaram o consistório da IX Legislatura. A data foi definida pelo presidente da República Aníbal Cavaco Silva a 27 de julho de 2009.
Apesar de uma situação económica díficil com o país a entrar em recessão na sequência do eclodir da crise financeira mundial de 2008 e um desgaste claro com a maioria absoluta do Partido Socialista (PS), facto provado pela surpreendente vitória do PPD/PSD nas eleições europeias de 2009, o PS, liderado por José Sócrates, voltou a vencer as eleições com 36,6% dos votos. O PS perdeu no entanto a maioria absoluta quatro anos depois da sua primeira maioria absoluta, mas venceu com uma margem folgada, algo que não era esperado no início da campanha eleitoral.
O PPD/PSD, liderado pela ex-ministra das Finanças Manuela Ferreira Leite, não conseguiu capitalizar o desgaste do governo socialista e a vitória das europeias em junho de 2009, tendo praticamente repetido o resultado do partido de 2005 ao ficar-se pelos 29,1% dos votos. A fraca campanha do partido e a forte divisão interna em nada ajudaram o PPD/PSD.
A grande surpresa da noite eleitoral foi o CDS – Partido Popular (CDS–PP), novamente liderado por Paulo Portas após o seu regresso em 2007, que conseguiu o melhor resultado desde 1983 ao obter 10,4% dos votos e 21 deputados. Esta grande subida dos centristas contrariou as sondagens que davam no máximo cerca de 8%.
O Bloco de Esquerda (B.E.) continuou a sua ascensão eleitoral e obteve cerca de 10%, dobrando a sua representação ao passar de oito para dezasseis deputados. Apesar desta grande subida, este resultado soube a pouco pois as sondagens davam ao Bloco a possibilidade de ser a terceira força nacional.
Por fim, a CDU – Coligação Democrática Unitária, entre o Partido Comunista Português (PCP) e o Partido Ecologista "Os Verdes" (PEV), voltou a ter uma ligeira subida na votação e conseguiu mais um mandato, chegando aos 15 deputados. Em contraponto, o PCP pela primeira vez na sua história via-se reduzido a quinta força política.

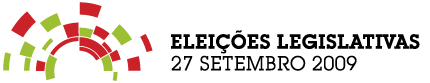
Logótipo oficial da eleição.

A abstenção atingiu o seu nível mais alto de sempre à data, chegando quase aos 35%.

## Partidos
Os partidos e coligações que concorreram às eleições legislativas portuguesas de 2009 foram os seguintes, listados por ordem alfabética:
- B.E. — Bloco de Esquerda
- CDS–PP — CDS – Partido Popular
- MEP — Movimento Esperança Portugal
- MMS — Movimento Mérito e Sociedade
- MPT — Partido da Terra
- MPT–P.H. — FEH – Frente Ecologia e Humanismo, — coligação ad hoc:[9]
  -       P.H. — Partido Humanista
- P.N.R. — Partido Nacional Renovador
- PCP–PEV — CDU – Coligação Democrática Unitária, coligação permanente:[10]
  -       ID — Intervenção Democrátrica
- PCTP/MRPP — Partido Comunista dos Trabalhadores Portugueses
- PND — Nova Democracia
- POUS — Partido Operário de Unidade Socialista
- PPD/PSD — Partido Social Democrata
- PPM — Partido Popular Monárquico
- PPV — Portugal pro Vida
- PS — Partido Socialista
- PTP — Partido Trabalhista Português

## Cabeças de lista por círculo eleitoral

### Partidos com representação parlamentar
| Círculo eleitoral | PS                   | PPD/PSD                   | PCP–PEV                  | CDS–PP                   | B.E.                |                     |
| ----------------- | -------------------- | ------------------------- | ------------------------ | ------------------------ | ------------------- | ------------------- |
| Círculo eleitoral | Aveiro               | Maria de Belém Roseira    | António Couto dos Santos | Miguel Viegas            | Paulo Portas        | Pedro Filipe Soares |
| Beja              | Luís Pita Ameixa     | José Paulo Ramôa          | José Mestre Soeiro       | José Ghira               | Constantino Piçarra |                     |
| Braga             | António José Seguro  | João de Deus Pinheiro     | Agostinho Lopes          | Telmo Correia            | Pedro Soares        |                     |
| Bragança          | José Mota Andrade    | José Ferreira Gomes       | Manuela Cunha            | Nuno Pinto de Sousa      | Luís Miguel Vale    |                     |
| Castelo Branco    | José Sócrates        | Carlos Costa Neves        | Luís Pereira Garra       | João Próspero dos Santos | José Serra dos Reis |                     |
| Coimbra           | Ana Jorge            | Paulo Mota Pinto          | Manuel Rocha             | João Serpa Oliva         | José Manuel Pureza  |                     |
| Évora             | Carlos Zorrinho      | Luís Capoulas             | João Oliveira            | André Assis Santos       | Joana Mortágua      |                     |
| Faro              | João Soares          | Jorge Bacelar Gouveia     | Paulo Sá                 | Artur Rêgo               | Cecília Honório     |                     |
| Guarda            | Francisco Assis      | António Peixoto           | José Branquinho Branco   | João Caramelo            | Rui Teixeira        |                     |
| Leiria            | Luís Amado           | Teresa Morais             | Ana Rita Carvalhais      | Assunção Cristas         | Heitor de Sousa     |                     |
| Lisboa            | Jaime Gama           | Manuela Ferreira Leite    | Jerónimo de Sousa        | Teresa Caeiro            | Francisco Louçã     |                     |
| Portalegre        | Júlio Miranda Calha  | Cristóvão Crespo          | Joaquim Lopes            | António Baptista         | Paulo Cardoso       |                     |
| Porto             | Alberto Martins      | José Pedro Aguiar-Branco  | Honório Novo             | José Ribeiro e Castro    | João Semedo         |                     |
| Santarém          | Jorge Lacão          | José Pacheco Pereira      | António Filipe           | Filipe Lobo d'Ávila      | José Gusmão         |                     |
| Setúbal           | José Vieira da Silva | Fernando Negrão           | Francisco Lopes          | Nuno Magalhães           | Fernando Rosas      |                     |
| Viana do Castelo  | Rosalina Martins     | José Eduardo Martins      | João António Correia     | Abel Baptista            | Luís Louro          |                     |
| Vila Real         | Pedro Silva Pereira  | António Montalvão Machado | Manuel Cunha             | Ernestina Ferreira       | Alda Macedo         |                     |
| Viseu             | José Junqueiro       | José Luís Arnaut          | Manuel Rodrigues         | Hélder Amaral            | António Minhoto     |                     |
| Açores            | Ricardo Rodrigues    | João Mota Amaral          | Aníbal Pires             | Félix Rodrigues          | Zuraida Soares      |                     |
| Madeira           | Bernardo Trindade    | Alberto João Jardim       | Isabel Cardoso           | José Manuel Rodrigues    | Roberto Almada      |                     |
| Europa            | Paulo Pisco          | Carlos Gonçalves          | Encarnação Galvão        | José António Pereira     | Manuel Bento        |                     |
| Fora da Europa    | Renato Leal          | José Cesário              | Inês Zuber               | Rui Marote               | Helena Gorjão       |                     |

## Debates

### Debates entre partidos com assento parlamentar
| Debates        | Debates | Debates              | Debates            | Debates        | Debates                                 | Debates                                 | Debates                                 | Debates                                 | Debates                                 | Debates                                 | Debates      |          |   |   |        |   |        |           |
| Data           | Local   | Localidade           | Estação televisiva | Moderador(es)  | Nome Presente A Ausente N Não Convidado | Nome Presente A Ausente N Não Convidado | Nome Presente A Ausente N Não Convidado | Nome Presente A Ausente N Não Convidado | Nome Presente A Ausente N Não Convidado | Nome Presente A Ausente N Não Convidado | Espectadores |          |   |   |        |   |        |           |
| Data           | Local   | Localidade           | Estação televisiva | Moderador(es)  | PS                                      | PPD/PSD                                 | PCP–PEV                                 | CDS–PP                                  | B.E.                                    | Refs                                    | Espectadores |          |   |   |        |   |        |           |
| -------------- | ------- | -------------------- | ------------------ | -------------- | --------------------------------------- | --------------------------------------- | --------------------------------------- | --------------------------------------- | --------------------------------------- | --------------------------------------- | ------------ | -------- | - | - | ------ | - | ------ | --------- |
| Data           | Local   | Localidade           | Estação televisiva | Moderador(es)  | 2 de setembro                           | Estúdios Valentim de Carvalho           | Paço de Arcos, Oeiras                   | TVI                                     | Constança Cunha e Sá                    | Refs                                    | Espectadores | Sócrates | N | N | Portas | N | [ 12 ] | 1 439 000 |
| 3 de setembro  | SIC     | Clara de Sousa       | N                  | N              | Jerónimo                                | Estúdios Valentim de Carvalho           | Paço de Arcos, Oeiras                   | N                                       | Louçã                                   | [ 12 ]                                  | 835 000      |          |   |   |        |   |        |           |
| 5 de setembro  | RTP1    | Judite Sousa         | Sócrates           | N              | Jerónimo                                | Estúdios Valentim de Carvalho           | Paço de Arcos, Oeiras                   | N                                       | N                                       | [ 12 ]                                  | 976 000      |          |   |   |        |   |        |           |
| 6 de setembro  | TVI     | Constança Cunha e Sá | N                  | Ferreira Leite | N                                       | Estúdios Valentim de Carvalho           | Paço de Arcos, Oeiras                   | N                                       | Louçã                                   | [ 12 ]                                  | 1 181 500    |          |   |   |        |   |        |           |
| 7 de setembro  | SIC     | Clara de Sousa       | N                  | N              | Jerónimo                                | Estúdios Valentim de Carvalho           | Paço de Arcos, Oeiras                   | Portas                                  | N                                       | [ 12 ]                                  | 811 400      |          |   |   |        |   |        |           |
| 8 de setembro  | RTP1    | Judite Sousa         | Sócrates           | N              | N                                       | Estúdios Valentim de Carvalho           | Paço de Arcos, Oeiras                   | N                                       | Louçã                                   | [ 12 ]                                  | 1 419 400    |          |   |   |        |   |        |           |
| 9 de setembro  | TVI     | Constança Cunha e Sá | N                  | Ferreira Leite | Jerónimo                                | Estúdios Valentim de Carvalho           | Paço de Arcos, Oeiras                   | N                                       | N                                       | [ 12 ]                                  | 1 180 500    |          |   |   |        |   |        |           |
| 10 de setembro | RTP1    | Judite Sousa         | N                  | Ferreira Leite | N                                       | Estúdios Valentim de Carvalho           | Paço de Arcos, Oeiras                   | Portas                                  | N                                       | [ 12 ]                                  | 1 176 600    |          |   |   |        |   |        |           |
| 11 de setembro | RTP1    | Judite Sousa         | N                  | N              | N                                       | Estúdios Valentim de Carvalho           | Paço de Arcos, Oeiras                   | Portas                                  | Louçã                                   | [ 12 ]                                  | 1 020 200    |          |   |   |        |   |        |           |
| 12 de setembro | SIC     | Clara de Sousa       | Sócrates           | Ferreira Leite | N                                       | Estúdios Valentim de Carvalho           | Paço de Arcos, Oeiras                   | N                                       | N                                       | [ 12 ]                                  | 1 337 400    |          |   |   |        |   |        |           |

### Debates entre partidos sem assento parlamentar
| Debates        | Debates         | Debates          | Debates            | Debates                | Debates                                 | Debates                                 | Debates                                 | Debates                                 | Debates                                 | Debates                                 | Debates                                 | Debates                                 | Debates                                 | Debates                                 | Debates                                 |
| Data           | Local           | Localidade       | Estação televisiva | Moderador(es)          | Nome Presente A Ausente N Não Convidado | Nome Presente A Ausente N Não Convidado | Nome Presente A Ausente N Não Convidado | Nome Presente A Ausente N Não Convidado | Nome Presente A Ausente N Não Convidado | Nome Presente A Ausente N Não Convidado | Nome Presente A Ausente N Não Convidado | Nome Presente A Ausente N Não Convidado | Nome Presente A Ausente N Não Convidado | Nome Presente A Ausente N Não Convidado | Nome Presente A Ausente N Não Convidado |
| Data           | Local           | Localidade       | Estação televisiva | Moderador(es)          | POUS                                    | PCTP/MRPP                               | MPT–P.H.                                | PTP                                     | MMS                                     | P.N.R.                                  | PPM                                     | PPV                                     | MEP                                     | PND                                     | Refs                                    |
| -------------- | --------------- | ---------------- | ------------------ | ---------------------- | --------------------------------------- | --------------------------------------- | --------------------------------------- | --------------------------------------- | --------------------------------------- | --------------------------------------- | --------------------------------------- | --------------------------------------- | --------------------------------------- | --------------------------------------- | --------------------------------------- |
| 14 de setembro | Casa do Artista | Carnide (Lisboa) | RTP1               | Fátima Campos Ferreira | Pereira                                 | Garcia Pereira                          | Quartin Graça                           | Madaleno                                | Correia                                 | Pinto Coelho                            | Câmara Pereira                          | Botelho Ribeiro                         | Marques                                 | Monteiro                                | [ 13 ]                                  |

## Sondagens
A seguinte tabela mostra as sondagens de opinião realizadas sobre a intenção de voto dos portugueses antes das eleições e no dia das eleições (sondagem à boca das urnas). Apenas estão listados os partidos que estavam representados na Assembleia da República. Inclui-se também o resultado das eleições legislativas portuguesas de 2005 e de 2009 para referência.
| Data de Divulgação | Instituto                | PS           | PPD/PSD      | PCP–PEV    | B.E.        | CDS–PP      | Indecisos, Outros, Inválidos | Margem de erro | Data de recolha | N.º de entrevistas / Técnica validas          |
| ------------------ | ------------------------ | ------------ | ------------ | ---------- | ----------- | ----------- | ---------------------------- | -------------- | --------------- | --------------------------------------------- |
| Eleições 2005      | n/a                      | 45,03%       | 28,77%       | 7,54%      | 6,35%       | 7,24%       | n/a                          | n/a            | n/a             | n/a                                           |
| 2009-06-27         | Marktest                 | 34,5%        | 35,8%        | 9,4%       | 13,1%       | 4,4%        |                              | 3,46%          | 16 a 20 jun.    | 800 / telefone (fixo)                         |
| 2009-07-02         | Eurosondagem             | 35,1%        | 33,0%        | 9,7%       | 9,6%        | 7,4%        | 19,5%                        | 3,06%          | 25 a 30 jun.    | 1 024 / telefone (fixo)                       |
| 2009-07-10         | Aximage                  | 30,5%        | 30,3%        | 9,5%       | 13,3%       | 6,1%        |                              | 3,60%          | 1 a 6 jul.      | 749 / telefone (fixo/móvel por CATI)          |
| 2009-07-31         | Eurosondagem             | 33,0%        | 31,1%        | 9,4%       | 10,0%       | 8,5%        | 22,8%                        | 3,04%          | 23 a 28 jul.    | 1 036 / telefone (fixo)                       |
| 2009-08-01         | Marktest                 | 35,5%        | 34,2%        | 7,4%       | 14,3%       | 4,4%        |                              | 3,46%          | 23 a 26 jul.    | 811 / telefone (fixo)                         |
| 2009-09-07         | Aximage                  | 34,5%        | 28,9%        | 7,8%       | 10,4%       | 8,1%        | 6%                           | 3,58%          | 1 a 4 set.      | 750 / telefone (fixo/móvel por CATI)          |
| 2009-09-11         | CESOP (UCP)              | 37%          | 35%          | 8%         | 11%         | 6%          | 26%                          | 2,7%           | 4 a 8 set.      | 1 281 / pessoal                               |
| 2009-09-11         | Eurosondagem             | 33,6%        | 32,5%        | 9,4%       | 9,6%        | 8,0%        | 19%                          | 2,18%          | 6 a 9 set.      | 2 025 / pessoal                               |
| 2009-09-12         | Marktest                 | 35,3%        | 32,4%        | 6,9%       | 16,2%       | 5,2%        |                              | 3,44%          | 4 a 7 set.      | 811 / telefone (fixo)                         |
| 2009-09-16         | CESOP (UCP)              | 38%          | 32%          | 7%         | 12%         | 7%          | 16%                          | 2,7%           | 11 a 14 set.    | 1 305 / pessoal                               |
| 2009-09-18         | Intercampus              | 32,9%        | 29,7%        | 9,2%       | 12,0%       | 7,0%        |                              | 3,06%          | 12 a 15 set.    | 1 024 / simulação de voto em urna             |
| 2009-09-18         | Eurosondagem             | 34,9%        | 31,6%        | 8,4%       | 9,6%        | 8,4%        | 15%                          | 2,17%          | 13 a 16 set.    | 2 048 / simulação de voto em urna             |
| 2009-09-18         | Aximage[ligação inativa] | 36,1%        | 29,7%        | 7,5%       | 10%         | 7,6%        | 4,3%                         | 3,58%          | 14 a 17 set.    | 753 / telefone (fixo/móvel por CATI)          |
| 2009-09-24         | Marktest                 | 40%          | 31,6%        | 7,2%       | 9%          | 8,2%        | 37%                          | 3,45%          | 18 a 21 set.    | 806 / telefone (fixo)                         |
| 2009-09-24         | CESOP (UCP)              | 38%          | 30%          | 7%         | 11%         | 8%          | 12%                          | 1,5%           | 17 a 22 set.    | 4 367 / simulação de voto em urna             |
| 2009-09-24         | Intercampus              | 38%          | 29,9%        | 8,4%       | 9,4%        | 7,7%        | 13,2%                        | 3,1%           | 21 a 23 set.    | 1 006 / simulação de voto em urna             |
| 2009-09-25         | Aximage                  | 38,8%        | 29,1%        | 8,4%       | 10%         | 8,6%        |                              | 3,36%          | 21 a 24 set.    | 850 / telefone (fixo/móvel por CATI)          |
|                    |                          |              |              |            |             |             |                              |                |                 |                                               |
| 2009-09-27         | Intercampus              | 36 a 40%     | 26,3 a 30,3% | 6 a 9%     | 8,5 a 11,5% | 8,6 a 11,6% |                              | 0,5%           | 27 set.         | 34 811 / simulação de voto (à boca das urnas) |
| 2009-09-27         | CESOP (UCP)              | 36 a 40%     | 25 a 29%     | 7 a 10%    | 9 a 12%     | 8,5 a 11,5% |                              |                | 27 set          | ? / simulação de voto (à boca das urnas)      |
| 2009-09-27         | Eurosondagem             | 36,2 a 40,4% | 26,9 a 30,7% | 6,5 a 8,7% | 9 a 11,2%   | 7,7 a 9,9%  |                              | 0,5%           | 27 set.         | 38 900 / simulação de voto (à boca das urnas) |
| Eleições 2009      | n/a                      | 36,56%       | 29,11%       | 7,86%      | 9,81%       | 10,43%      | 6,23%                        | n/a            | n/a             | n/a                                           |

## Resultados nacionais
| Partido                                                               | Partido                                         | Partido                                         | Votos         | +/-             | %       | Deputados | +/-     |
| --------------------------------------------------------------------- | ----------------------------------------------- | ----------------------------------------------- | ------------- | --------------- | ------- | --------- | ------- |
|                                                                       | Partido Socialista                              | Partido Socialista                              | 2 077 695     | 36,55 / 100,00  | 8,48    | 97 / 230  | 24      |
|                                                                       | Partido Social Democrata                        | Partido Social Democrata                        | 1 654 777     | 29,11 / 100,00  | 0,34    | 81 / 230  | 10      |
|                                                                       | CDS – Partido Popular                           | CDS – Partido Popular                           | 592 997       | 10,43 / 100,00  | 3,19    | 21 / 230  | 9       |
|                                                                       | Bloco de Esquerda                               | Bloco de Esquerda                               | 558 062       | 9,82 / 100,00   | 3,57    | 16 / 230  | 8       |
|                                                                       | CDU – Coligação Democrática Unitária (a)        | CDU – Coligação Democrática Unitária (a)        | 446 994       | 7,86 / 100,00   | 0,32    | 15 / 230  | 1       |
|                                                                       | Partido Comunista dos Trabalhadores Portugueses | Partido Comunista dos Trabalhadores Portugueses | 52 784        | 0,93 / 100,00   | 0,09    | 0 / 230   | Estável |
|                                                                       | Movimento Esperança Portugal                    | Movimento Esperança Portugal                    | 25 475        | 0,45 / 100,00   | Novo    | 0 / 230   | Novo    |
|                                                                       | Nova Democracia                                 | Nova Democracia                                 | 21 476        | 0,38 / 100,00   | 0,32    | 0 / 230   | Estável |
|                                                                       | Movimento Mérito e Sociedade                    | Movimento Mérito e Sociedade                    | 16 616        | 0,29 / 100,00   | Novo    | 0 / 230   | Novo    |
|                                                                       |                                                 | FEH – Frente Ecologia e Humanismo (b)           | 12 307        | 0,22 / 100,00   | Novo    | 0 / 230   | Novo    |
|                                                                       | Partido da Terra (c)                            | 3 240                                           | 0,06 / 100,00 | -               | 0 / 230 | 2         |         |
| FEH – Frente Ecologia e Humanismo (Total)                             | FEH – Frente Ecologia e Humanismo (Total)       | 15 547                                          | 0,28 / 100,00 | 0,02            | 0 / 230 | 2         |         |
|                                                                       | Partido Popular Monárquico                      | Partido Popular Monárquico                      | 15 090        | 0,27 / 100,00   | -       | 0 / 230   | 2       |
|                                                                       | Partido Nacional Renovador                      | Partido Nacional Renovador                      | 11 628        | 0,20 / 100,00   | 0,04    | 0 / 230   | Estável |
|                                                                       | Portugal pro Vida                               | Portugal pro Vida                               | 8 533         | 0,15 / 100,00   | Novo    | 0 / 230   | Novo    |
|                                                                       | Partido Trabalhista Português                   | Partido Trabalhista Português                   | 4 789         | 0,08 / 100,00   | Novo    | 0 / 230   | Novo    |
|                                                                       | Partido Operário de Unidade Socialista          | Partido Operário de Unidade Socialista          | 4 320         | 0,08 / 100,00   | 0,02    | 0 / 230   | Estável |
| Votos inválidos                                                       | Votos inválidos                                 | Votos inválidos                                 | 177 184       | 3,11 / 100,00   | 0,17    |           |         |
| Total                                                                 | Total                                           | Total                                           | 5 683 967     | 100,00 / 100,00 |         | 230 / 230 |         |
| Eleitorado/Participação                                               | Eleitorado/Participação                         | Eleitorado/Participação                         | 9 514 322     | 59,74 / 100,00  | 4,52    |           |         |
| Fonte                                                                 | Fonte                                           | Fonte                                           | [ 15 ]        | [ 15 ]          | [ 15 ]  | [ 15 ]    | [ 15 ]  |
| (a) Coligação eleitoral entre PCP (13 deputados) e PEV (2 deputados). |                                                 |                                                 |               |                 |         |           |         |
| (b) Coligação eleitoral entre MPT (0 deputados) e P.H. (0 deputados). |                                                 |                                                 |               |                 |         |           |         |
| (c) O MPT apenas concorreu individualmente nos Açores e Madeira.      |                                                 |                                                 |               |                 |         |           |         |

## Tabela de resultados por concelho

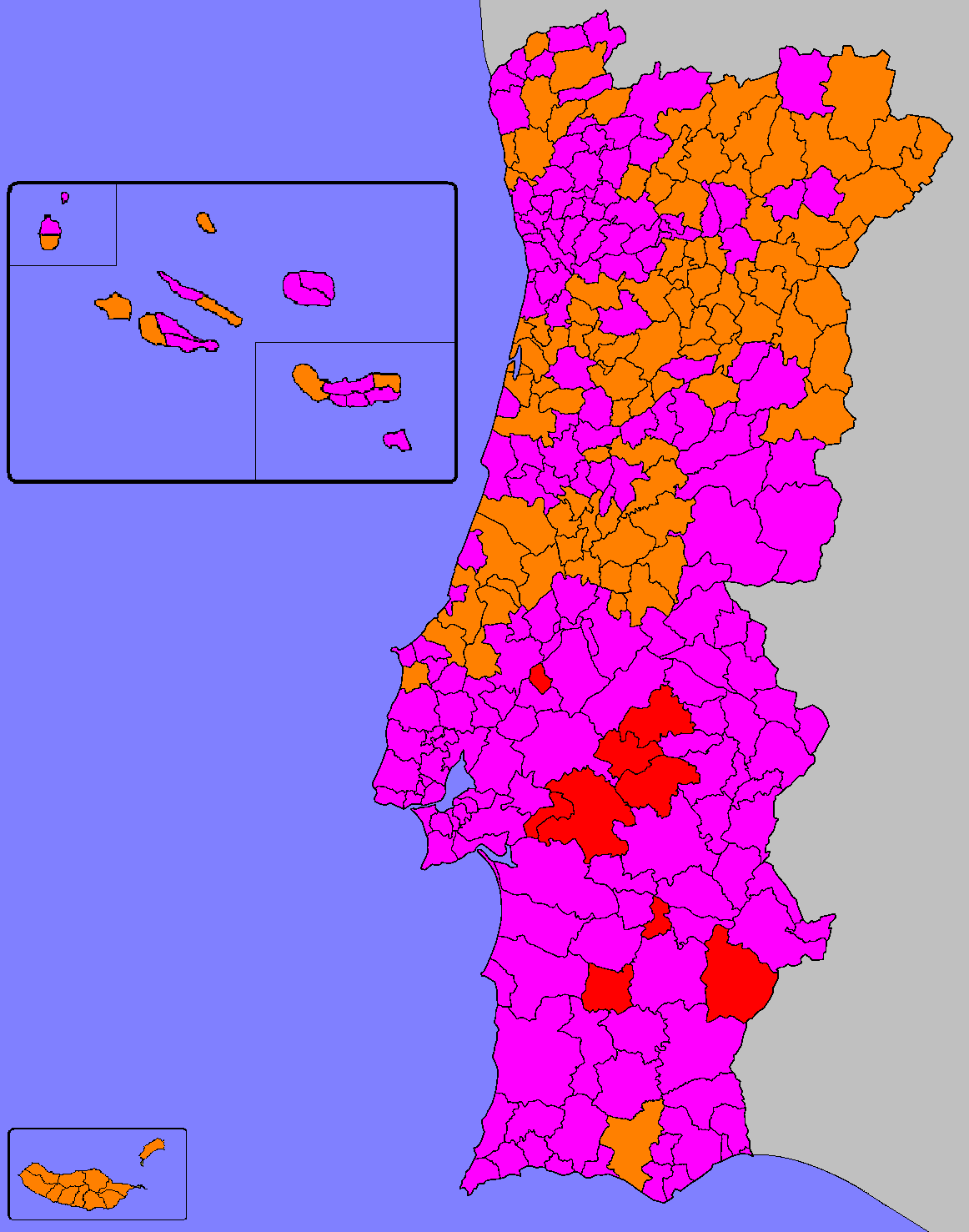
Partido mais votado por Concelho.

A seguinte tabela contém os resultados obtidos pelos partidos ou coligações que tiveram pelo menos 1% dos votos a nível nacional, expressos em percentagens do total de votos válidos em cada município:
| concelhos                   | resultados % | resultados % | resultados % | resultados % | resultados % | votantes  |
| concelhos                   | PS           | PPD/PSD      | CDS–PP       | B.E.         | PCP–PEV      | votantes  |
| --------------------------- | ------------ | ------------ | ------------ | ------------ | ------------ | --------- |
| Abrantes                    | 39,01        | 22,36        | 09,69        | 13,80        | 08,25        | 0 22 593  |
| Águeda                      | 36,77        | 33,27        | 13,32        | 07,82        | 03,25        | 0 25 996  |
| Aguiar da Beira             | 26,11        | 45,78        | 17,37        | 03,99        | 01,09        | 0 3 661   |
| Alandroal                   | 38,44        | 13,10        | 03,57        | 09,67        | 29,62        | 0 3 673   |
| Albergaria-a-Velha          | 28,57        | 35,23        | 20,10        | 07,71        | 03,26        | 0 13 016  |
| Albufeira                   | 29,74        | 29,06        | 11,31        | 14,99        | 06,70        | 0 15 127  |
| Alcácer do Sal              | 34,50        | 10,70        | 05,50        | 11,99        | 30,92        | 0 7 234   |
| Alcanena                    | 32,74        | 28,83        | 11,66        | 11,11        | 08,80        | 0 8 362   |
| Alcobaça                    | 30,77        | 35,63        | 11,49        | 08,78        | 04,92        | 0 30 849  |
| Alcochete                   | 34,66        | 17,09        | 09,29        | 12,74        | 19,49        | 0 7 880   |
| Alcoutim                    | 40,54        | 35,30        | 06,37        | 05,55        | 06,32        | 0 1 946   |
| Alenquer                    | 40,68        | 19,87        | 08,33        | 11,03        | 13,46        | 0 21 117  |
| Alfândega da Fé             | 41,11        | 40,89        | 07,80        | 03,57        | 01,67        | 0 3 950   |
| Alijó                       | 43,11        | 35,93        | 08,43        | 04,77        | 02,80        | 0 7 791   |
| Aljezur                     | 35,77        | 18,28        | 07,95        | 13,93        | 13,78        | 0 2 692   |
| Aljustrel                   | 33,73        | 06,91        | 03,60        | 09,62        | 42,23        | 0 5 778   |
| Almada                      | 35,57        | 18,57        | 09,09        | 13,12        | 17,36        | 0 89 137  |
| Almeida                     | 32,34        | 38,51        | 12,85        | 07,17        | 02,97        | 0 4 981   |
| Almeirim                    | 38,85        | 20,05        | 11,03        | 12,19        | 11,57        | 0 11 296  |
| Almodôvar                   | 36,43        | 24,85        | 05,16        | 13,98        | 12,92        | 0 4 342   |
| Alpiarça                    | 30,46        | 10,79        | 05,78        | 09,65        | 36,51        | 0 4 218   |
| Alter do Chão               | 33,27        | 27,12        | 10,61        | 07,55        | 15,16        | 0 2 065   |
| Alvaiázere                  | 20,05        | 54,51        | 15,10        | 03,37        | 01,18        | 0 4 423   |
| Alvito                      | 32,15        | 18,87        | 07,62        | 08,27        | 27,79        | 0 1 378   |
| Amadora                     | 38,93        | 20,89        | 10,25        | 11,43        | 11,74        | 0 87 699  |
| Amarante                    | 45,79        | 33,12        | 07,18        | 06,95        | 02,91        | 0 31 033  |
| Amares                      | 36,39        | 31,51        | 13,22        | 07,82        | 03,03        | 0 11 065  |
| Anadia                      | 26,26        | 43,99        | 12,94        | 07,36        | 03,34        | 0 16 566  |
| Angra do Heroísmo           | 40,24        | 35,08        | 11,59        | 07,15        | 01,70        | 0 15 155  |
| Ansião                      | 28,81        | 47,86        | 11,10        | 04,68        | 01,72        | 0 7 783   |
| Arcos de Valdevez           | 36,45        | 40,79        | 09,19        | 04,85        | 01,85        | 0 12 519  |
| Arganil                     | 38,41        | 40,75        | 06,57        | 05,39        | 02,88        | 0 6 405   |
| Armamar                     | 28,22        | 39,15        | 15,83        | 04,69        | 06,32        | 0 3 816   |
| Arouca                      | 29,36        | 37,20        | 18,70        | 04,74        | 02,01        | 0 13 173  |
| Arraiolos                   | 29,13        | 13,45        | 05,00        | 10,13        | 36,27        | 0 4 216   |
| Arronches                   | 38,60        | 32,32        | 06,33        | 09,26        | 07,72        | 0 1 943   |
| Arruda dos Vinhos           | 38,97        | 25,38        | 08,68        | 10,22        | 09,11        | 0 6 068   |
| Aveiro                      | 29,01        | 33,37        | 16,12        | 11,10        | 04,03        | 0 40 314  |
| Avis                        | 25,25        | 14,03        | 03,76        | 08,30        | 42,72        | 0 2 844   |
| Azambuja                    | 38,21        | 18,17        | 07,98        | 14,10        | 14,39        | 0 10 747  |
| Baião                       | 52,83        | 28,00        | 08,41        | 04,21        | 02,40        | 0 11 642  |
| Barcelos                    | 36,73        | 37,05        | 10,70        | 06,93        | 02,88        | 0 72 236  |
| Barrancos                   | 37,07        | 10,37        | 09,42        | 05,34        | 33,40        | 0 955     |
| Barreiro                    | 35,83        | 11,32        | 06,80        | 13,42        | 27,01        | 0 45 567  |
| Batalha                     | 23,61        | 40,68        | 17,08        | 08,26        | 01,82        | 0 8 717   |
| Beja                        | 31,88        | 16,58        | 06,95        | 11,64        | 27,87        | 0 18 752  |
| Belmonte                    | 44,02        | 25,45        | 06,60        | 09,75        | 06,57        | 0 3 866   |
| Benavente                   | 32,29        | 19,46        | 10,65        | 12,54        | 17,32        | 0 11 768  |
| Bombarral                   | 31,06        | 29,23        | 16,15        | 08,29        | 07,82        | 0 6 921   |
| Borba                       | 47,94        | 15,08        | 04,39        | 12,43        | 13,86        | 0 4 257   |
| Boticas                     | 25,61        | 59,47        | 05,60        | 02,40        | 02,32        | 0 4 002   |
| Braga                       | 39,14        | 28,96        | 09,00        | 10,57        | 06,71        | 0 100 580 |
| Bragança                    | 32,96        | 39,07        | 10,87        | 08,45        | 03,14        | 0 19 038  |
| Cabeceiras de Basto         | 50,26        | 32,27        | 07,17        | 03,69        | 02,25        | 0 10 071  |
| Cadaval                     | 39,22        | 31,72        | 09,79        | 07,40        | 05,04        | 0 7 664   |
| Caldas da Rainha            | 30,28        | 33,71        | 13,97        | 10,49        | 04,67        | 0 24 717  |
| Calheta dos Açores          | 34,68        | 49,84        | 07,87        | 02,95        | 00,72        | 0 1 932   |
| Calheta da Madeira          | 08,62        | 63,09        | 17,63        | 03,01        | 01,04        | 0 6 716   |
| Câmara de Lobos             | 13,24        | 53,55        | 10,77        | 04,85        | 04,25        | 0 15 839  |
| Caminha                     | 39,41        | 31,22        | 07,93        | 10,47        | 04,98        | 0 9 851   |
| Campo Maior                 | 45,84        | 13,80        | 04,20        | 12,28        | 19,31        | 0 4 479   |
| Cantanhede                  | 30,76        | 42,34        | 10,50        | 07,97        | 02,57        | 0 20 268  |
| Carrazeda de Ansiães        | 32,72        | 39,67        | 13,51        | 06,23        | 01,95        | 0 4 205   |
| Carregal do Sal             | 32,51        | 38,46        | 16,05        | 06,06        | 02,01        | 0 5 426   |
| Cartaxo                     | 38,47        | 20,78        | 09,67        | 13,46        | 10,15        | 0 12 513  |
| Cascais                     | 32,25        | 30,64        | 13,56        | 10,09        | 06,71        | 0 95 369  |
| Castanheira de Pera         | 47,50        | 27,78        | 05,64        | 08,38        | 03,85        | 0 1 897   |
| Castelo Branco              | 39,12        | 28,64        | 08,76        | 11,58        | 04,88        | 0 30 901  |
| Castelo de Paiva            | 44,44        | 33,20        | 09,33        | 06,42        | 02,38        | 0 9 775   |
| Castelo de Vide             | 37,21        | 28,89        | 07,39        | 12,34        | 06,69        | 0 2 139   |
| Castro Daire                | 36,44        | 38,68        | 14,24        | 04,01        | 02,07        | 0 8 925   |
| Castro Marim                | 36,76        | 29,74        | 08,52        | 12,70        | 05,30        | 0 3 662   |
| Castro Verde                | 33,44        | 11,05        | 05,12        | 13,22        | 32,59        | 0 3 927   |
| Celorico da Beira           | 38,35        | 33,91        | 10,78        | 08,56        | 02,29        | 0 5 408   |
| Celorico de Basto           | 37,74        | 39,50        | 12,39        | 04,04        | 01,88        | 0 11 840  |
| Chamusca                    | 37,57        | 16,65        | 08,93        | 11,72        | 18,15        | 0 5 467   |
| Chaves                      | 32,52        | 45,21        | 08,97        | 05,83        | 02,90        | 0 24 787  |
| Cinfães                     | 47,57        | 27,91        | 12,51        | 04,52        | 03,03        | 0 10 734  |
| Coimbra                     | 35,82        | 27,33        | 08,73        | 13,60        | 08,50        | 0 80 097  |
| Condeixa-a-Nova             | 41,26        | 24,35        | 07,31        | 14,18        | 06,89        | 0 7 692   |
| Constância                  | 39,41        | 17,08        | 08,50        | 12,46        | 14,83        | 0 2 319   |
| Coruche                     | 36,48        | 16,24        | 09,15        | 10,89        | 21,28        | 0 11 105  |
| Corvo                       | 43,40        | 18,40        | 07,08        | 04,25        | 00,47        | 0 212     |
| Covilhã                     | 48,15        | 20,88        | 06,42        | 10,10        | 08,44        | 0 31 106  |
| Crato                       | 41,05        | 20,97        | 06,23        | 08,26        | 16,36        | 0 2 470   |
| Cuba                        | 38,04        | 09,71        | 03,74        | 05,79        | 38,80        | 0 2 884   |
| Elvas                       | 42,65        | 20,90        | 10,99        | 13,33        | 05,93        | 0 10 259  |
| Entroncamento               | 30,98        | 23,02        | 12,56        | 19,17        | 07,57        | 0 10 760  |
| Espinho                     | 36,05        | 31,06        | 09,57        | 09,95        | 07,79        | 0 21 166  |
| Esposende                   | 30,18        | 36,62        | 15,27        | 07,65        | 03,66        | 0 19 532  |
| Estarreja                   | 29,38        | 37,91        | 13,93        | 08,88        | 04,48        | 0 14 061  |
| Estremoz                    | 36,21        | 26,03        | 07,79        | 09,59        | 13,66        | 0 8 330   |
| Évora                       | 34,04        | 21,65        | 07,55        | 13,08        | 17,69        | 0 29 573  |
| Fafe                        | 47,83        | 28,34        | 07,55        | 07,03        | 04,29        | 0 30 757  |
| Faro                        | 32,90        | 26,05        | 10,43        | 15,38        | 08,00        | 0 31 971  |
| Felgueiras                  | 46,30        | 30,17        | 07,77        | 07,44        | 03,85        | 0 32 083  |
| Ferreira do Alentejo        | 41,73        | 11,35        | 04,88        | 07,82        | 29,16        | 0 4 654   |
| Ferreira do Zêzere          | 31,67        | 39,71        | 12,20        | 06,39        | 02,53        | 0 5 261   |
| Figueira da Foz             | 36,85        | 27,56        | 09,56        | 12,61        | 06,09        | 0 33 376  |
| Figueira de Castelo Rodrigo | 38,05        | 42,02        | 07,57        | 05,20        | 01,37        | 0 4 003   |
| Figueiró dos Vinhos         | 30,50        | 46,56        | 09,65        | 05,37        | 01,81        | 0 4 321   |
| Fornos de Algodres          | 32,00        | 39,47        | 14,15        | 05,47        | 02,37        | 0 3 456   |
| Freixo de Espada-à-Cinta    | 40,64        | 40,80        | 06,21        | 05,26        | 02,06        | 0 2 527   |
| Fronteira                   | 39,49        | 27,86        | 06,89        | 08,77        | 11,73        | 0 2 132   |
| Funchal                     | 20,49        | 43,68        | 10,96        | 07,33        | 05,83        | 0 58 410  |
| Fundão                      | 40,82        | 30,06        | 08,43        | 09,38        | 04,46        | 0 17 630  |
| Gavião                      | 46,67        | 18,46        | 06,22        | 11,00        | 10,52        | 0 2 719   |
| Góis                        | 43,81        | 35,51        | 05,07        | 07,34        | 02,27        | 0 2 602   |
| Golegã                      | 32,97        | 18,25        | 12,85        | 13,32        | 15,87        | 0 2 942   |
| Gondomar                    | 40,93        | 25,72        | 08,37        | 10,86        | 08,43        | 0 91 592  |
| Gouveia                     | 36,02        | 37,70        | 08,52        | 07,41        | 04,12        | 0 8 966   |
| Grândola                    | 33,87        | 14,69        | 05,58        | 12,27        | 28,34        | 0 8 161   |
| Guarda                      | 36,44        | 30,78        | 11,48        | 10,99        | 03,55        | 0 25 069  |
| Guimarães                   | 47,14        | 24,86        | 08,28        | 08,24        | 06,61        | 0 94 842  |
| Horta                       | 38,15        | 38,35        | 06,24        | 06,80        | 05,15        | 0 6 504   |
| Idanha-a-Nova               | 45,55        | 29,82        | 07,57        | 05,68        | 03,35        | 0 6 498   |
| Ílhavo                      | 28,34        | 35,83        | 14,80        | 10,93        | 03,88        | 0 17 537  |
| Lagoa dos Açores            | 46,96        | 26,66        | 12,03        | 06,85        | 02,18        | 0 4 629   |
| Lagoa do Algarve            | 30,66        | 25,38        | 12,22        | 16,56        | 07,18        | 0 10 282  |
| Lagos                       | 35,43        | 20,72        | 10,13        | 16,47        | 08,49        | 0 13 081  |
| Lajes das Flores            | 31,00        | 46,95        | 09,86        | 05,19        | 02,08        | 0 771     |
| Lajes do Pico               | 42,57        | 42,35        | 06,57        | 04,10        | 01,15        | 0 2 267   |
| Lamego                      | 34,38        | 36,42        | 14,45        | 06,60        | 04,03        | 0 15 501  |
| Leiria                      | 28,73        | 35,82        | 15,17        | 09,46        | 02,83        | 0 69 102  |
| Lisboa                      | 34,79        | 28,90        | 11,48        | 09,81        | 08,55        | 0 322 192 |
| Loulé                       | 30,07        | 32,32        | 11,80        | 12,96        | 04,83        | 0 29 319  |
| Loures                      | 39,18        | 19,41        | 09,02        | 10,31        | 15,00        | 0 105 517 |
| Lourinhã                    | 29,61        | 35,36        | 14,55        | 08,68        | 04,04        | 0 13 301  |
| Lousã                       | 43,51        | 25,73        | 07,94        | 11,70        | 04,02        | 0 9 111   |
| Lousada                     | 48,51        | 29,44        | 07,62        | 06,20        | 04,12        | 0 24 938  |
| Mação                       | 35,94        | 37,96        | 08,23        | 07,72        | 03,55        | 0 5 348   |
| Macedo de Cavaleiros        | 30,83        | 41,11        | 14,48        | 06,16        | 02,16        | 0 9 714   |
| Machico                     | 32,69        | 42,82        | 07,79        | 05,89        | 02,35        | 0 10 924  |
| Madalena do Pico            | 36,27        | 45,94        | 07,09        | 03,22        | 02,62        | 0 2 636   |
| Mafra                       | 35,10        | 28,75        | 11,49        | 10,77        | 05,75        | 0 32 496  |
| Maia                        | 40,54        | 29,12        | 09,00        | 10,76        | 05,12        | 0 71 811  |
| Mangualde                   | 42,69        | 34,27        | 10,65        | 05,16        | 03,10        | 0 11 971  |
| Manteigas                   | 42,93        | 27,51        | 08,14        | 09,23        | 06,14        | 0 2 199   |
| Marco de Canaveses          | 43,04        | 29,88        | 12,52        | 06,69        | 03,53        | 0 27 812  |
| Marinha Grande              | 34,74        | 16,60        | 06,46        | 16,92        | 17,85        | 0 19 459  |
| Marvão                      | 39,93        | 31,55        | 09,04        | 07,68        | 04,31        | 0 2 136   |
| Matosinhos                  | 44,65        | 24,16        | 08,60        | 11,43        | 06,26        | 0 94 970  |
| Mealhada                    | 43,53        | 26,23        | 07,61        | 10,95        | 05,65        | 0 10 639  |
| Mêda                        | 32,61        | 41,90        | 13,69        | 03,62        | 01,73        | 0 3 704   |
| Melgaço                     | 47,62        | 31,33        | 07,33        | 05,11        | 01,82        | 0 4 950   |
| Mértola                     | 37,63        | 08,75        | 03,92        | 06,83        | 35,67        | 0 4 791   |
| Mesão Frio                  | 42,72        | 36,47        | 10,13        | 05,34        | 02,38        | 0 2 863   |
| Mira                        | 38,93        | 36,42        | 09,45        | 07,92        | 01,75        | 0 7 408   |
| Miranda do Corvo            | 43,90        | 27,89        | 07,48        | 10,36        | 04,20        | 0 6 815   |
| Miranda do Douro            | 39,95        | 40,12        | 07,96        | 05,17        | 01,09        | 0 4 761   |
| Mirandela                   | 23,43        | 44,43        | 17,58        | 06,79        | 03,24        | 0 14 013  |
| Mogadouro                   | 29,38        | 43,01        | 16,85        | 04,46        | 00,98        | 0 6 434   |
| Moimenta da Beira           | 35,58        | 39,31        | 13,79        | 04,41        | 02,50        | 0 5 925   |
| Moita                       | 30,63        | 11,11        | 07,65        | 16,36        | 27,82        | 0 33 874  |
| Monção                      | 38,18        | 31,91        | 13,55        | 08,75        | 02,22        | 0 10 334  |
| Monchique                   | 32,76        | 29,34        | 07,72        | 13,17        | 07,54        | 0 3 858   |
| Mondim de Basto             | 33,67        | 35,31        | 20,96        | 04,40        | 02,60        | 0 4 503   |
| Monforte                    | 37,73        | 18,92        | 09,67        | 10,91        | 16,89        | 0 1 924   |
| Montalegre                  | 45,49        | 40,87        | 05,28        | 03,25        | 01,27        | 0 7 658   |
| Montemor-o-Novo             | 31,96        | 15,40        | 04,53        | 08,56        | 33,76        | 0 10 084  |
| Montemor-o-Velho            | 41,25        | 25,65        | 10,10        | 10,24        | 06,19        | 0 13 276  |
| Montijo                     | 35,15        | 19,77        | 09,99        | 14,06        | 14,23        | 0 21 429  |
| Mora                        | 27,65        | 17,55        | 04,92        | 07,93        | 35,58        | 0 3 089   |
| Mortágua                    | 39,19        | 34,90        | 10,62        | 07,53        | 02,20        | 0 5 272   |
| Moura                       | 40,08        | 13,89        | 06,25        | 08,54        | 25,75        | 0 6 741   |
| Mourão                      | 46,33        | 24,37        | 05,06        | 08,92        | 09,49        | 0 1 580   |
| Murça                       | 36,73        | 39,28        | 12,41        | 04,74        | 01,80        | 0 4 005   |
| Murtosa                     | 21,23        | 51,50        | 12,53        | 06,11        | 03,01        | 0 4 612   |
| Nazaré                      | 38,0         | 26,0         | 08,3         | 13,9         | 07,6         | 0 7 235   |
| Nelas                       | 33,51        | 35,34        | 13,59        | 08,46        | 02,95        | 0 7 976   |
| Nisa                        | 38,30        | 25,10        | 07,93        | 09,45        | 12,04        | 0 4 741   |
| Nordeste                    | 38,99        | 38,99        | 07,59        | 06,74        | 01,70        | 0 2 819   |
| Óbidos                      | 35,94        | 31,94        | 10,93        | 08,51        | 05,11        | 0 5 993   |
| Odemira                     | 35,15        | 14,82        | 06,49        | 11,90        | 23,01        | 0 13 320  |
| Odivelas                    | 38,77        | 22,66        | 10,30        | 11,37        | 10,03        | 0 73 363  |
| Oeiras                      | 34,61        | 28,85        | 11,79        | 10,48        | 07,78        | 0 93 017  |
| Oleiros                     | 24,89        | 55,37        | 07,67        | 03,60        | 01,34        | 0 3 805   |
| Olhão                       | 30,39        | 23,00        | 11,38        | 16,97        | 08,90        | 0 18 211  |
| Oliveira de Azeméis         | 37,09        | 33,82        | 11,97        | 08,37        | 02,76        | 0 39 007  |
| Oliveira de Frades          | 31,00        | 42,53        | 13,65        | 05,04        | 02,72        | 0 6 146   |
| Oliveira do Bairro          | 16,86        | 48,48        | 21,98        | 05,77        | 02,07        | 0 11 517  |
| Oliveira do Hospital        | 38,99        | 37,02        | 09,71        | 06,55        | 02,43        | 0 12 630  |
| Ourém                       | 23,13        | 47,52        | 15,62        | 05,67        | 01,96        | 0 25 762  |
| Ourique                     | 39,02        | 30,25        | 05,11        | 05,54        | 14,23        | 0 3 521   |
| Ovar                        | 39,02        | 28,48        | 08,17        | 12,24        | 06,34        | 0 29 265  |
| Paços de Ferreira           | 42,97        | 35,71        | 09,39        | 04,66        | 03,14        | 0 29 392  |
| Palmela                     | 32,68        | 16,02        | 10,11        | 14,37        | 19,41        | 0 27 277  |
| Pampilhosa da Serra         | 40,56        | 40,60        | 07,11        | 04,47        | 01,83        | 0 2 840   |
| Paredes                     | 39,83        | 34,61        | 11,19        | 05,81        | 03,90        | 0 48 538  |
| Paredes de Coura            | 43,97        | 28,87        | 07,75        | 08,64        | 03,24        | 0 5 313   |
| Pedrógão Grande             | 23,87        | 51,32        | 09,18        | 04,77        | 03,00        | 0 2 266   |
| Penacova                    | 42,69        | 35,06        | 06,88        | 05,07        | 04,71        | 0 8 809   |
| Penafiel                    | 44,28        | 30,92        | 08,88        | 06,60        | 04,44        | 0 41 834  |
| Penalva do Castelo          | 35,76        | 37,28        | 13,03        | 04,64        | 03,42        | 0 4 995   |
| Penamacor                   | 41,94        | 29,45        | 11,48        | 07,01        | 03,16        | 0 3 667   |
| Penedono                    | 33,47        | 34,76        | 13,32        | 08,92        | 03,61        | 0 1 772   |
| Penela                      | 35,47        | 42,62        | 08,19        | 05,49        | 01,75        | 0 3 369   |
| Peniche                     | 33,49        | 26,12        | 10,51        | 09,85        | 12,32        | 0 12 888  |
| Pedrógão Grande             | 39,76        | 33,38        | 10,77        | 06,39        | 04,96        | 0 9 097   |
| Pinhel                      | 28,52        | 40,86        | 13,96        | 06,14        | 03,70        | 0 6 305   |
| Pombal                      | 27,85        | 43,18        | 11,49        | 07,56        | 02,05        | 0 27 446  |
| Ponta Delgada               | 35,44        | 35,59        | 11,74        | 09,30        | 02,64        | 0 24 261  |
| Ponta do Sol                | 15,30        | 59,89        | 11,44        | 04,03        | 01,43        | 0 4 894   |
| Ponte da Barca              | 44,77        | 36,81        | 07,13        | 04,96        | 01,76        | 0 7 688   |
| Ponte de Lima               | 27,21        | 31,81        | 26,98        | 05,52        | 02,95        | 0 25 979  |
| Ponte de Sor                | 35,33        | 18,03        | 07,12        | 11,69        | 21,09        | 0 9 147   |
| Portalegre                  | 36,30        | 31,28        | 09,07        | 11,25        | 06,31        | 0 13 979  |
| Portel                      | 41,13        | 08,69        | 03,19        | 07,77        | 34,27        | 0 3 820   |
| Portimão                    | 31,86        | 24,50        | 11,65        | 17,45        | 06,72        | 0 25 253  |
| Porto                       | 36,13        | 30,89        | 10,71        | 10,18        | 07,50        | 0 148 939 |
| Porto de Mós                | 30,62        | 35,86        | 13,91        | 09,01        | 03,15        | 0 13 576  |
| Porto Moniz                 | 32,76        | 53,25        | 05,91        | 01,48        | 01,08        | 0 2 030   |
| Porto Santo                 | 24,01        | 54,30        | 07,93        | 04,44        | 01,52        | 0 2 886   |
| Póvoa de Lanhoso            | 42,66        | 37,53        | 08,25        | 04,87        | 02,14        | 0 14 082  |
| Póvoa de Varzim             | 32,27        | 37,41        | 13,85        | 08,20        | 03,84        | 0 32 762  |
| Povoação                    | 47,12        | 33,97        | 08,00        | 05,12        | 01,18        | 0 3 126   |
| Praia da Vitória            | 43,45        | 34,99        | 10,67        | 05,97        | 01,11        | 0 7 837   |
| Proença-a-Nova              | 36,99        | 39,99        | 09,70        | 05,65        | 01,24        | 0 5 631   |
| Redondo                     | 35,97        | 17,56        | 07,72        | 14,15        | 18,33        | 0 3 639   |
| Reguengos de Monsaraz       | 45,50        | 19,25        | 05,26        | 11,10        | 13,18        | 0 5 226   |
| Resende                     | 50,22        | 29,38        | 08,96        | 03,77        | 02,82        | 0 7 128   |
| Ribeira Brava               | 12,17        | 59,49        | 11,40        | 03,86        | 03,09        | 0 7 090   |
| Ribeira de Pena             | 37,70        | 44,77        | 09,64        | 02,64        | 01,61        | 0 4 400   |
| Ribeira Grande              | 41,26        | 32,56        | 08,72        | 10,25        | 02,13        | 0 9 942   |
| Rio Maior                   | 31,79        | 35,21        | 14,14        | 08,32        | 04,26        | 0 11 598  |
| Sabrosa                     | 45,97        | 34,85        | 08,22        | 04,63        | 02,18        | 0 4 037   |
| Sabugal                     | 35,67        | 34,85        | 12,30        | 06,15        | 03,07        | 0 8 197   |
| Salvaterra de Magos         | 38,37        | 16,38        | 08,51        | 18,55        | 10,81        | 0 10 013  |
| Santa Comba Dão             | 37,27        | 41,09        | 09,26        | 05,86        | 01,83        | 0 7 001   |
| Santa Cruz da Madeira       | 19,74        | 43,18        | 12,09        | 08,00        | 03,99        | 0 20 295  |
| Santa Cruz da Graciosa      | 43,32        | 45,95        | 03,22        | 03,50        | 01,15        | 0 2 172   |
| Santa Cruz das Flores       | 41,51        | 26,30        | 18,76        | 04,88        | 03,88        | 0 901     |
| Santa Maria da Feira        | 40,31        | 31,54        | 09,26        | 09,48        | 03,61        | 0 77 390  |
| Santa Marta de Penaguião    | 46,10        | 32,25        | 08,63        | 05,50        | 02,73        | 0 4 657   |
| Santana                     | 15,55        | 58,38        | 10,92        | 04,10        | 02,08        | 0 4 899   |
| Santarém                    | 34,74        | 27,21        | 12,07        | 11,09        | 08,16        | 0 34 223  |
| Santiago do Cacém           | 31,15        | 17,47        | 07,11        | 13,78        | 23,11        | 0 15 956  |
| Santo Tirso                 | 48,14        | 28,15        | 07,18        | 08,07        | 04,50        | 0 44 260  |
| São Brás de Alportel        | 33,30        | 26,43        | 11,57        | 13,16        | 06,87        | 0 4 892   |
| São João da Madeira         | 39,19        | 28,67        | 10,72        | 10,94        | 04,80        | 0 12 673  |
| São João da Pesqueira       | 36,10        | 34,73        | 13,29        | 06,59        | 03,35        | 0 3 884   |
| São Pedro do Sul            | 37,85        | 36,02        | 09,74        | 06,90        | 03,64        | 0 10 173  |
| São Roque do Pico           | 40,68        | 37,82        | 08,23        | 06,39        | 02,18        | 0 1 470   |
| São Vicente                 | 25,04        | 53,88        | 11,41        | 02,89        | 00,78        | 0 3 463   |
| Sardoal                     | 29,48        | 37,08        | 11,57        | 08,91        | 04,46        | 0 2 670   |
| Sátão                       | 27,55        | 39,46        | 21,02        | 05,40        | 01,51        | 0 7 331   |
| Seia                        | 42,39        | 30,57        | 08,92        | 07,24        | 04,60        | 0 15 153  |
| Seixal                      | 34,82        | 16,46        | 10,01        | 13,20        | 19,17        | 0 75 697  |
| Sernancelhe                 | 29,89        | 44,67        | 16,64        | 03,13        | 01,21        | 0 3 647   |
| Serpa                       | 28,54        | 13,17        | 05,02        | 08,48        | 39,72        | 0 7 974   |
| Sertã                       | 32,00        | 41,63        | 12,36        | 05,73        | 01,30        | 0 9 598   |
| Sesimbra                    | 33,59        | 18,04        | 09,84        | 14,69        | 16,80        | 0 21 937  |
| Setúbal                     | 32,08        | 18,99        | 11,64        | 15,52        | 15,94        | 0 58 563  |
| Sever do Vouga              | 24,35        | 43,74        | 17,46        | 06,29        | 02,32        | 0 7 839   |
| Silves                      | 30,28        | 23,85        | 09,24        | 15,67        | 11,93        | 0 17 043  |
| Sines                       | 34,00        | 15,76        | 06,24        | 17,19        | 19,95        | 0 6 776   |
| Santarém                    | 37,56        | 21,63        | 11,72        | 12,48        | 09,47        | 0 170 058 |
| Sobral de Monte Agraço      | 35,44        | 20,23        | 08,36        | 10,16        | 17,36        | 0 4 596   |
| Soure                       | 45,45        | 22,79        | 07,54        | 10,60        | 06,41        | 0 10 984  |
| Sousel                      | 35,26        | 29,63        | 07,00        | 06,39        | 15,17        | 0 3 145   |
| Tábua                       | 43,15        | 34,94        | 07,52        | 05,53        | 03,08        | 0 6 758   |
| Tabuaço                     | 33,91        | 37,02        | 18,90        | 04,13        | 01,50        | 0 3 725   |
| Tarouca                     | 31,90        | 37,21        | 16,57        | 05,17        | 04,58        | 0 4 195   |
| Tavira                      | 32,58        | 27,20        | 10,93        | 14,79        | 05,96        | 0 13 013  |
| Terras de Bouro             | 35,35        | 40,51        | 10,71        | 04,75        | 03,28        | 0 4 883   |
| Tomar                       | 31,99        | 30,54        | 11,46        | 12,30        | 05,75        | 0 23 627  |
| Tondela                     | 30,37        | 41,60        | 13,14        | 05,93        | 02,95        | 0 16 970  |
| Torre de Moncorvo           | 37,18        | 40,30        | 10,11        | 05,10        | 02,34        | 0 5 511   |
| Torres Novas                | 34,48        | 23,56        | 09,36        | 15,68        | 09,76        | 0 20 641  |
| Torres Vedras               | 36,75        | 28,54        | 09,09        | 10,33        | 08,23        | 0 39 475  |
| Trancoso                    | 31,33        | 41,60        | 12,49        | 06,18        | 01,88        | 0 6 260   |
| Trofa                       | 41,79        | 32,49        | 10,54        | 06,71        | 03,64        | 0 22 656  |
| Vagos                       | 14,24        | 55,57        | 19,22        | 05,02        | 01,24        | 0 11 459  |
| Vale de Cambra              | 30,16        | 31,32        | 20,20        | 08,13        | 03,02        | 0 14 522  |
| Valença                     | 35,17        | 37,45        | 10,71        | 07,15        | 03,60        | 0 7 592   |
| Valongo                     | 43,16        | 25,45        | 08,67        | 10,34        | 06,84        | 0 50 343  |
| Valpaços                    | 26,34        | 51,97        | 11,84        | 03,75        | 01,42        | 0 10 248  |
| Velas                       | 39,57        | 34,00        | 18,10        | 04,01        | 00,83        | 0 2 641   |
| Vendas Novas                | 27,10        | 19,17        | 08,53        | 10,24        | 28,12        | 0 6 473   |
| Viana do Alentejo           | 31,54        | 13,92        | 04,97        | 11,08        | 31,36        | 0 2 860   |
| Viana do Castelo            | 35,95        | 27,16        | 12,28        | 11,71        | 06,61        | 0 51 803  |
| Vidigueira                  | 35,47        | 13,39        | 05,56        | 10,90        | 28,65        | 0 3 166   |
| Vieira do Minho             | 41,57        | 36,38        | 08,10        | 04,96        | 02,42        | 0 8 967   |
| Vila de Rei                 | 15,60        | 51,74        | 15,20        | 05,57        | 01,96        | 0 2 244   |
| Vila do Bispo               | 38,46        | 22,26        | 08,48        | 15,56        | 06,91        | 0 2 475   |
| Vila do Conde               | 45,67        | 29,31        | 07,97        | 08,62        | 04,23        | 0 42 038  |
| Vila do Porto               | 42,34        | 33,83        | 06,65        | 09,54        | 02,58        | 0 1 939   |
| Vila Flor                   | 36,47        | 34,50        | 13,42        | 07,12        | 03,78        | 0 4 313   |
| Vila Franca de Xira         | 38,04        | 16,32        | 08,59        | 12,94        | 17,47        | 0 66 150  |
| Vila Franca do Campo        | 42,08        | 32,99        | 12,81        | 05,95        | 01,56        | 0 4 035   |
| Vila Nova da Barquinha      | 37,06        | 20,69        | 10,49        | 14,19        | 10,22        | 0 4 137   |
| Vila Nova de Cerveira       | 44,34        | 32,18        | 07,46        | 07,67        | 02,29        | 0 5 453   |
| Vila Nova de Famalicão      | 44,82        | 29,60        | 09,54        | 07,65        | 03,93        | 0 78 043  |
| Vila Nova de Foz Coa        | 38,52        | 40,29        | 08,63        | 04,70        | 03,03        | 0 5 018   |
| Vila Nova de Gaia           | 41,26        | 27,30        | 09,07        | 10,58        | 06,56        | 0 162 908 |
| Vila Nova de Paiva          | 25,01        | 41,90        | 20,49        | 05,55        | 02,53        | 0 3 079   |
| Vila Nova de Poiares        | 33,47        | 39,20        | 08,56        | 07,62        | 03,48        | 0 3 505   |
| Vila Pouca de Aguiar        | 36,32        | 42,13        | 10,06        | 03,83        | 03,27        | 0 9 070   |
| Vila Real                   | 34,68        | 38,17        | 11,08        | 08,11        | 03,60        | 0 29 402  |
| Vila Real de Santo António  | 30,69        | 22,78        | 08,73        | 17,96        | 13,40        | 0 8 885   |
| Vila Velha de Ródão         | 49,35        | 29,74        | 04,53        | 06,30        | 05,24        | 0 2 539   |
| Vila Verde                  | 32,20        | 38,92        | 14,63        | 05,56        | 02,63        | 0 27 159  |
| Vila Viçosa                 | 33,10        | 21,75        | 08,35        | 12,32        | 17,34        | 0 4 620   |
| Vimioso                     | 33,31        | 52,44        | 04,67        | 03,14        | 01,13        | 0 3 278   |
| Vinhais                     | 41,81        | 32,77        | 13,06        | 04,70        | 01,89        | 0 6 240   |
| Viseu                       | 31,37        | 38,51        | 13,17        | 09,08        | 02,66        | 0 53 175  |
| Vizela                      | 56,75        | 18,34        | 05,42        | 08,98        | 04,83        | 0 13 645  |
| Vouzela                     | 33,80        | 38,82        | 13,31        | 06,42        | 02,50        | 0 6 553   |
| Portugal                    | 36,56        | 29,09        | 10,46        | 09,85        | 07,88        | 5 658 495 |

## Distribuição por círculo eleitoral

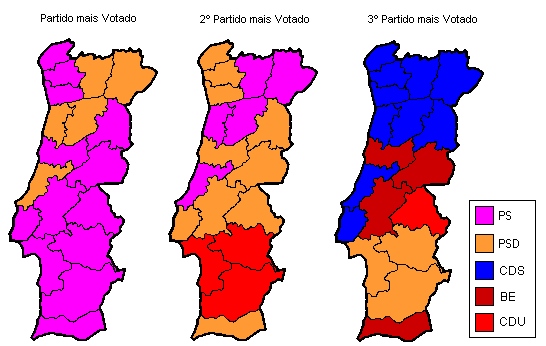
Partidos mais votados por distrito.

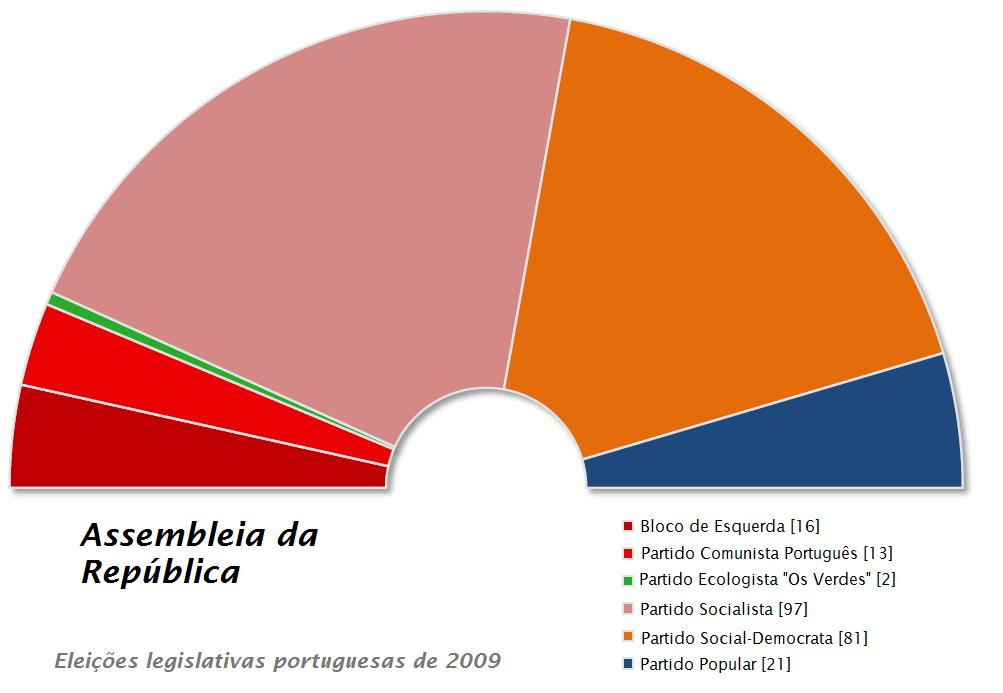
Gráfico representativo do número de deputados da Assembleia da República.

A seguinte tabela contém o número de deputados de cada partido ou coligação eleitos por cada um dos círculos eleitorais. Apenas estão indicados os partidos que tenham elegido pelo menos um deputado.
|                   | %    | D  | %       | D       | %      | D      | %    | D    | %       | D       |       |           |
| círculo eleitoral | PS   | PS | PPD/PSD | PPD/PSD | CDS–PP | CDS–PP | B.E. | B.E. | PCP–PEV | PCP–PEV | total | votantes  |
| ----------------- | ---- | -- | ------- | ------- | ------ | ------ | ---- | ---- | ------- | ------- | ----- | --------- |
| Açores            | 39,7 | 3  | 35,7    | 2       | 10,3   | —      | 7,3  | —    | 2,2     | —       | 5     | 95 249    |
| Aveiro            | 33,8 | 6  | 34,6    | 7       | 13,0   | 2      | 9,0  | 1    | 3,8     | —       | 16    | 390 527   |
| Beja              | 34,9 | 2  | 14,6    | —       | 5,7    | —      | 10,0 | —    | 29,1    | 1       | 3     | 82 183    |
| Braga             | 41,7 | 9  | 30,8    | 6       | 9,7    | 2      | 7,8  | 1    | 4,6     | 1       | 19    | 497 702   |
| Bragança          | 33,0 | 1  | 40,6    | 2       | 12,6   | —      | 6,2  | —    | 2,4     | —       | 3     | 83 984    |
| Castelo Branco    | 41,0 | 2  | 29,8    | 2       | 8,4    | —      | 9,1  | —    | 5,1     | —       | 4     | 117 485   |
| Coimbra           | 38,0 | 4  | 30,6    | 4       | 8,8    | 1      | 10,8 | 1    | 5,7     | —       | 10    | 236 924   |
| Évora             | 35,0 | 1  | 19,0    | 1       | 6,4    | —      | 11,1 | —    | 22,3    | 1       | 3     | 91 440    |
| Faro              | 31,9 | 3  | 26,2    | 3       | 10,7   | 1      | 15,3 | 1    | 7,8     | —       | 8     | 201 710   |
| Guarda            | 36,0 | 2  | 35,6    | 2       | 11,2   | —      | 7,6  | —    | 3,3     | —       | 4     | 102 380   |
| Leiria            | 30,1 | 4  | 34,9    | 4       | 12,6   | 1      | 9,5  | 1    | 5,1     | —       | 10    | 247 593   |
| Lisboa            | 36,4 | 19 | 25,1    | 13      | 11,0   | 5      | 10,8 | 5    | 9,9     | 5       | 47    | 1 148 829 |
| Madeira           | 19,4 | 1  | 48,1    | 4       | 11,1   | 1      | 6,2  | —    | 4,2     | —       | 6     | 137 446   |
| Portalegre        | 38,3 | 1  | 23,8    | 1       | 8,0    | —      | 10,8 | —    | 12,9    | —       | 2     | 66 122    |
| Porto             | 41,8 | 18 | 29,2    | 12      | 9,3    | 4      | 9,2  | 3    | 5,7     | 2       | 39    | 1 009 488 |
| Santarém          | 33,7 | 4  | 27,0    | 3       | 11,2   | 1      | 11,8 | 1    | 9,2     | 1       | 10    | 246 623   |
| Setúbal           | 34,0 | 7  | 16,4    | 3       | 9,1    | 1      | 14,0 | 2    | 20,1    | 4       | 17    | 419 488   |
| Viana do Castelo  | 36,3 | 3  | 31,3    | 2       | 13,6   | 1      | 8,6  | —    | 4,2     | —       | 6     | 141 482   |
| Vila Real         | 36,1 | 2  | 41,1    | 3       | 10,1   | —      | 5,5  | —    | 2,9     | —       | 5     | 126 520   |
| Viseu             | 34,7 | 4  | 37,5    | 4       | 13,4   | 1      | 6,5  | —    | 2,9     | —       | 9     | 215 320   |
| Europa            | 43,3 | 1  | 23,8    | 1       | 4,7    | —      | 4,7  | —    | 4,4     | —       | 2     | 16 779    |
| Fora da Europa    | 22,0 | —  | 54,5    | 2       | 3,2    | —      | 2,0  | —    | 1,0     | —       | 2     | 8 693     |
| total             | 36,6 | 97 | 29,1    | 81      | 10,4   | 21     | 9,8  | 16   | 7,9     | 15      | 230   | 5 683 967 |

### Açores
| Partidos                | Partidos                             | Votos     | %               | +/-   | Deputados | +/-     |
| ----------------------- | ------------------------------------ | --------- | --------------- | ----- | --------- | ------- |
|                         | Partido Socialista                   | 0 37 830  | 39,72 / 100,00  | 13,41 | 3 / 5     | Estável |
|                         | Partido Social Democrata             | 0 34 030  | 35,73 / 100,00  | 1,32  | 2 / 5     | Estável |
|                         | CDS – Partido Popular                | 0 9 798   | 10,29 / 100,00  | 6,31  | 0 / 5     | Estável |
|                         | Bloco de Esquerda                    | 0 6 965   | 7,31 / 100,00   | 4,40  | 0 / 5     | Estável |
|                         | CDU – Coligação Democrática Unitária | 0 2 072   | 2,18 / 100,00   | 0,48  | 0 / 5     | Estável |
|                         | Outros                               | 0 1 868   | 2,00 / 100,00   |       | 0 / 5     |         |
|                         | Votos inválidos                      | 0 2 686   | 2,82 / 100,00   | 0,67  |           |         |
| Total                   | Total                                | 0 95 249  | 100,00 / 100,00 |       | 5 / 5     |         |
| Eleitorado/Participação | Eleitorado/Participação              | 0 216 759 | 43,94 / 100,00  | 4,18  |           |         |

### Aveiro
| Partidos                | Partidos                             | Votos     | %               | +/-  | Deputados | +/-     |
| ----------------------- | ------------------------------------ | --------- | --------------- | ---- | --------- | ------- |
|                         | Partido Social Democrata             | 0 134 971 | 34,56 / 100,00  | 1,10 | 7 / 16    | 1       |
|                         | Partido Socialista                   | 0 131 787 | 33,75 / 100,00  | 7,34 | 6 / 16    | 2       |
|                         | CDS – Partido Popular                | 0 50 687  | 12,98 / 100,00  | 3,22 | 2 / 16    | 1       |
|                         | Bloco de Esquerda                    | 0 35 183  | 9,01 / 100,00   | 3,92 | 1 / 16    | 1       |
|                         | CDU – Coligação Democrática Unitária | 0 14 975  | 3,83 / 100,00   | 0,29 | 0 / 16    | Estável |
|                         | Outros                               | 0 10 968  | 2,81 / 100,00   |      | 0 / 16    |         |
|                         | Votos inválidos                      | 0 11 956  | 3,06 / 100,00   | 0,15 |           |         |
| Total                   | Total                                | 0 390 527 | 100,00 / 100,00 |      | 16 / 16   | 1       |
| Eleitorado/Participação | Eleitorado/Participação              | 0 643 937 | 60,65 / 100,00  | 5,31 |           |         |

### Beja
| Partidos                | Partidos                                        | Votos     | %               | +/-   | Deputados | +/-     |
| ----------------------- | ----------------------------------------------- | --------- | --------------- | ----- | --------- | ------- |
|                         | Partido Socialista                              | 0 28 619  | 34,82 / 100,00  | 16,19 | 2 / 3     | Estável |
|                         | CDU – Coligação Democrática Unitária            | 0 23 771  | 28,92 / 100,00  | 4,84  | 1 / 3     | Estável |
|                         | Partido Social Democrata                        | 0 12 056  | 14,67 / 100,00  | 2,39  | 0 / 3     | Estável |
|                         | Bloco de Esquerda                               | 0 8 264   | 10,06 / 100,00  | 5,32  | 0 / 3     | Estável |
|                         | CDS – Partido Popular                           | 0 4 696   | 5,71 / 100,00   | 2,78  | 0 / 3     | Estável |
|                         | Partido Comunista dos Trabalhadores Portugueses | 0 1 293   | 1,57 / 100,00   | 0,30  | 0 / 3     | Estável |
|                         | Outros                                          | 0 1 229   | 1,50 / 100,00   |       | 0 / 3     |         |
|                         | Votos inválidos                                 | 0 2 255   | 2,74 / 100,00   | 0,53  |           |         |
| Total                   | Total                                           | 0 82 183  | 100,00 / 100,00 |       | 3 / 3     |         |
| Eleitorado/Participação | Eleitorado/Participação                         | 0 138 251 | 59,44 / 100,00  | 3,55  |           |         |

### Braga
| Partidos                | Partidos                             | Votos     | %               | +/-  | Deputados | +/-     |
| ----------------------- | ------------------------------------ | --------- | --------------- | ---- | --------- | ------- |
|                         | Partido Socialista                   | 0 207 695 | 41,73 / 100,00  | 3,69 | 9 / 19    | Estável |
|                         | Partido Social Democrata             | 0 153 448 | 30,83 / 100,00  | 2,05 | 6 / 19    | 1       |
|                         | CDS – Partido Popular                | 0 48 158  | 9,68 / 100,00   | 1,86 | 2 / 19    | 1       |
|                         | Bloco de Esquerda                    | 0 38 898  | 7,82 / 100,00   | 3,21 | 1 / 19    | 1       |
|                         | CDU – Coligação Democrática Unitária | 0 23 037  | 4,63 / 100,00   | 0,15 | 1 / 19    | Estável |
|                         | Outros                               | 0 14 712  | 2,96 / 100,0    |      | 0 / 19    |         |
|                         | Votos inválidos                      | 0 11 754  | 2,36 / 100,00   | 0,15 |           |         |
| Total                   | Total                                | 0 497 702 | 100,00 / 100,00 |      | 19 / 19   | 1       |
| Eleitorado/Participação | Eleitorado/Participação              | 0 762 944 | 65,23 / 100,00  | 4,59 |           |         |

### Bragança
| Partidos                | Partidos                             | Votos     | %               | +/-  | Deputados | +/-     |
| ----------------------- | ------------------------------------ | --------- | --------------- | ---- | --------- | ------- |
|                         | Partido Social Democrata             | 0 34 122  | 40,63 / 100,00  | 1,64 | 2 / 3     | Estável |
|                         | Partido Socialista                   | 0 27 695  | 32,98 / 100,00  | 9,09 | 1 / 3     | 1       |
|                         | CDS – Partido Popular                | 0 10 541  | 12,55 / 100,00  | 2,89 | 0 / 3     | Estável |
|                         | Bloco de Esquerda                    | 0 5 211   | 6,20 / 100,00   | 3,77 | 0 / 3     | Estável |
|                         | CDU – Coligação Democrática Unitária | 0 2 023   | 2,41 / 100,00   | 0,38 | 0 / 3     | Estável |
|                         | Outros                               | 0 1 912   | 2,27 / 100,00   |      | 0 / 3     |         |
|                         | Votos inválidos                      | 0 2 480   | 2,96 / 100,00   | 0,06 |           |         |
| Total                   | Total                                | 0 83 984  | 100,00 / 100,00 |      | 3 / 3     | 1       |
| Eleitorado/Participação | Eleitorado/Participação              | 0 156 335 | 53,72 / 100,00  | 2,06 |           |         |

### Castelo Branco
| Partidos                | Partidos                             | Votos     | %               | +/-   | Deputados | +/-     |
| ----------------------- | ------------------------------------ | --------- | --------------- | ----- | --------- | ------- |
|                         | Partido Socialista                   | 0 48 169  | 41,00 / 100,00  | 14,98 | 2 / 4     | 2       |
|                         | Partido Social Democrata             | 0 34 919  | 29,72 / 100,00  | 3,06  | 2 / 4     | 1       |
|                         | Bloco de Esquerda                    | 0 10 668  | 9,08 / 100,00   | 5,34  | 0 / 4     | Estável |
|                         | CDS – Partido Popular                | 0 9 839   | 8,37 / 100,00   | 3,08  | 0 / 4     | Estável |
|                         | CDU – Coligação Democrática Unitária | 0 5 932   | 5,05 / 100,00   | 1,29  | 0 / 4     | Estável |
|                         | Outros                               | 0 3 650   | 3,21 / 100,00   |       | 0 / 4     |         |
|                         | Votos inválidos                      | 0 4 308   | 3,67 / 100,00   | 0,82  |           |         |
| Total                   | Total                                | 0 117 485 | 100,00 / 100,00 |       | 4 / 4     | 1       |
| Eleitorado/Participação | Eleitorado/Participação              | 0 193 761 | 60,63 / 100,00  | 5,19  |           |         |

### Coimbra
| Partidos                | Partidos                                        | Votos     | %               | +/-  | Deputados | +/-     |
| ----------------------- | ----------------------------------------------- | --------- | --------------- | ---- | --------- | ------- |
|                         | Partido Socialista                              | 0 89 805  | 37,90 / 100,00  | 7,51 | 4 / 10    | 2       |
|                         | Partido Social Democrata                        | 0 72 418  | 30,57 / 100,00  | 1,35 | 4 / 10    | Estável |
|                         | Bloco de Esquerda                               | 0 25 508  | 10,77 / 100,00  | 4,45 | 1 / 10    | 1       |
|                         | CDS – Partido Popular                           | 0 20 711  | 8,74 / 100,00   | 3,13 | 1 / 10    | 1       |
|                         | CDU – Coligação Democrática Unitária            | 0 13 640  | 5,76 / 100,00   | 0,25 | 0 / 10    | Estável |
|                         | Partido Comunista dos Trabalhadores Portugueses | 0 2 496   | 1,05 / 100,00   | 0,42 | 0 / 10    | Estável |
|                         | Outros                                          | 0 3 901   | 1,65 / 100,00   |      | 0 / 10    |         |
|                         | Votos inválidos                                 | 0 8 445   | 3,57 / 100,00   | 0,04 |           |         |
| Total                   | Total                                           | 0 236 924 | 100,00 / 100,00 |      | 10 / 10   |         |
| Eleitorado/Participação | Eleitorado/Participação                         | 0 393 881 | 60,15 / 100,00  | 4,30 |           |         |

### Évora
| Partidos                | Partidos                                        | Votos     | %               | +/-   | Deputados | +/-     |
| ----------------------- | ----------------------------------------------- | --------- | --------------- | ----- | --------- | ------- |
|                         | Partido Socialista                              | 0 32 016  | 35,01 / 100,00  | 14,67 | 1 / 3     | 1       |
|                         | CDU – Coligação Democrática Unitária            | 0 20 413  | 22,32 / 100,00  | 1,40  | 1 / 3     | Estável |
|                         | Partido Social Democrata                        | 0 17 361  | 18,99 / 100,00  | 2,28  | 1 / 3     | 1       |
|                         | Bloco de Esquerda                               | 0 10 167  | 11,12 / 100,00  | 6,51  | 0 / 3     | Estável |
|                         | CDS – Partido Popular                           | 0 5 858   | 6,41 / 100,00   | 2,70  | 0 / 3     | Estável |
|                         | Partido Comunista dos Trabalhadores Portugueses | 0 1 908   | 2,09 / 100,00   | 0,74  | 0 / 3     | Estável |
|                         | Outros                                          | 0 1 299   | 1,42 / 100,00   |       | 0 / 3     |         |
|                         | Votos inválidos                                 | 0 2 418   | 2,65 / 100,00   | 0,47  |           |         |
| Total                   | Total                                           | 0 91 440  | 100,00 / 100,00 |       | 3 / 3     |         |
| Eleitorado/Participação | Eleitorado/Participação                         | 0 147 649 | 61,93 / 100,00  | 4,15  |           |         |

### Faro
| Partidos                | Partidos                                        | Votos     | %               | +/-   | Deputados | +/-     |
| ----------------------- | ----------------------------------------------- | --------- | --------------- | ----- | --------- | ------- |
|                         | Partido Socialista                              | 0 64 271  | 31,86 / 100,00  | 17,47 | 3 / 8     | 3       |
|                         | Partido Social Democrata                        | 0 52 770  | 26,16 / 100,00  | 1,59  | 3 / 8     | 1       |
|                         | Bloco de Esquerda                               | 0 31 017  | 15,38 / 100,00  | 7,72  | 1 / 8     | 1       |
|                         | CDS – Partido Popular                           | 0 21 596  | 10,71 / 100,00  | 4,94  | 1 / 8     | 1       |
|                         | CDU – Coligação Democrática Unitária            | 0 15 638  | 7,75 / 100,00   | 0,83  | 0 / 8     | Estável |
|                         | Partido Comunista dos Trabalhadores Portugueses | 0 2 807   | 1,39 / 100,00   | 0,53  | 0 / 8     | Estável |
|                         | Outros                                          | 0 6 208   | 3,07 / 100,00   |       | 0 / 8     |         |
|                         | Votos inválidos                                 | 0 7 403   | 3,67 / 100,00   | 0,30  |           |         |
| Total                   | Total                                           | 0 201 710 | 100,00 / 100,00 |       | 8 / 8     |         |
| Eleitorado/Participação | Eleitorado/Participação                         | 0 351 874 | 57,32 / 100,00  | 4,29  |           |         |

### Guarda
| Partidos                | Partidos                                        | Votos     | %               | +/-   | Deputados | +/-     |
| ----------------------- | ----------------------------------------------- | --------- | --------------- | ----- | --------- | ------- |
|                         | Partido Socialista                              | 0 36 825  | 35,97 / 100,00  | 10,73 | 2 / 4     | Estável |
|                         | Partido Social Democrata                        | 0 36 419  | 35,57 / 100,00  | 0,93  | 2 / 4     | Estável |
|                         | CDS – Partido Popular                           | 0 11 433  | 11,17 / 100,00  | 4,23  | 0 / 4     | Estável |
|                         | Bloco de Esquerda                               | 0 7 730   | 7,55 / 100,00   | 4,15  | 0 / 4     | Estável |
|                         | CDU – Coligação Democrática Unitária            | 0 3 358   | 3,28 / 100,00   | 0,35  | 0 / 4     | Estável |
|                         | Partido Comunista dos Trabalhadores Portugueses | 0 1 095   | 1,07 / 100,00   | 0,40  | 0 / 4     | Estável |
|                         | Outros                                          | 0 2 257   | 2,20 / 100,00   |       | 0 / 4     |         |
|                         | Votos inválidos                                 | 0 3 263   | 3,19 / 100,00   | 0,19  |           |         |
| Total                   | Total                                           | 0 102 380 | 100,00 / 100,00 |       | 4 / 4     |         |
| Eleitorado/Participação | Eleitorado/Participação                         | 0 175 222 | 58,33 / 100,00  | 2,98  |           |         |

### Leiria
| Partidos                | Partidos                             | Votos     | %               | +/-  | Deputados | +/-     |
| ----------------------- | ------------------------------------ | --------- | --------------- | ---- | --------- | ------- |
|                         | Partido Social Democrata             | 0 86 595  | 34,97 / 100,00  | 4,83 | 4 / 10    | 1       |
|                         | Partido Socialista                   | 0 74 712  | 30,18 / 100,00  | 5,40 | 4 / 10    | Estável |
|                         | CDS – Partido Popular                | 0 31 260  | 12,63 / 100,00  | 3,79 | 1 / 10    | Estável |
|                         | Bloco de Esquerda                    | 0 23 519  | 9,50 / 100,00   | 3,96 | 1 / 10    | 1       |
|                         | CDU – Coligação Democrática Unitária | 0 12 645  | 5,11 / 100,00   | 0,52 | 0 / 10    | Estável |
|                         | Outros                               | 0 8 110   | 3,28 / 100,00   |      | 0 / 10    |         |
|                         | Votos inválidos                      | 0 10 752  | 4,34 / 100,00   | 0,75 |           |         |
| Total                   | Total                                | 0 247 593 | 100,00 / 100,00 |      | 10 / 10   |         |
| Eleitorado/Participação | Eleitorado/Participação              | 0 421 010 | 58,81 / 100,00  | 5,95 |           |         |

### Lisboa
| Partidos                | Partidos                             | Votos     | %               | +/-  | Deputados | +/-     |
| ----------------------- | ------------------------------------ | --------- | --------------- | ---- | --------- | ------- |
|                         | Partido Socialista                   | 0 417 542 | 36,35 / 100,00  | 7,76 | 19 / 47   | 4       |
|                         | Partido Social Democrata             | 0 288 554 | 25,12 / 100,00  | 1,48 | 13 / 47   | 1       |
|                         | CDS – Partido Popular                | 0 126 088 | 10,98 / 100,00  | 2,75 | 5 / 47    | 1       |
|                         | Bloco de Esquerda                    | 0 124 244 | 10,81 / 100,00  | 2,05 | 5 / 47    | 1       |
|                         | CDU – Coligação Democrática Unitária | 0 114 119 | 9,93 / 100,00   | 0,19 | 5 / 47    | Estável |
|                         | Outros                               | 0 40 773  | 3,55 / 100,00   |      | 0 / 47    |         |
|                         | Votos inválidos                      | 0 37 509  | 3,26 / 100,00   | 0,03 |           |         |
| Total                   | Total                                | 1 148 829 | 100,00 / 100,00 |      | 47 / 47   | 1       |
| Eleitorado/Participação | Eleitorado/Participação              | 1 856 903 | 61,87 / 100,00  | 4,24 |           |         |

### Madeira
| Partidos                | Partidos                                        | Votos     | %               | +/-     | Deputados | +/-     |
| ----------------------- | ----------------------------------------------- | --------- | --------------- | ------- | --------- | ------- |
|                         | Partido Social Democrata                        | 0 66 194  | 48,16 / 100,00  | 2,97    | 4 / 6     | 1       |
|                         | Partido Socialista                              | 0 26 822  | 19,51 / 100,00  | 15,48   | 1 / 6     | 2       |
|                         | CDS – Partido Popular                           | 0 15 244  | 11,09 / 100,00  | 4,58    | 1 / 6     | 1       |
|                         | Bloco de Esquerda                               | 0 8 446   | 6,14 / 100,00   | 2,39    | 0 / 6     | Estável |
|                         | CDU – Coligação Democrática Unitária            | 0 5 701   | 4,15 / 100,00   | 0,53    | 0 / 6     | Estável |
|                         | Nova Democracia                                 | 0 4 735   | 3,44 / 100,00   | 2,10    | 0 / 6     | Estável |
|                         | Partido da Terra                                | 0 2 863   | 2,08 / 100,00   | Estável | 0 / 6     | Estável |
|                         | Partido Comunista dos Trabalhadores Portugueses | 0 1 458   | 1,06 / 100,00   | 0,10    | 0 / 6     | Estável |
|                         | Outros                                          | 0 2 115   | 1,54 / 100,00   |         | 0 / 6     |         |
|                         | Votos inválidos                                 | 0 3 868   | 2,81 / 100,00   | 0,02    |           |         |
| Total                   | Total                                           | 0 137 446 | 100,00 / 100,00 |         | 6 / 6     |         |
| Eleitorado/Participação | Eleitorado/Participação                         | 0 252 099 | 54,52 / 100,00  | 6,79    |           |         |

### Portalegre
| Partidos                | Partidos                                        | Votos     | %               | +/-   | Deputados | +/-     |
| ----------------------- | ----------------------------------------------- | --------- | --------------- | ----- | --------- | ------- |
|                         | Partido Socialista                              | 0 25 314  | 38,28 / 100,00  | 16,52 | 1 / 2     | 1       |
|                         | Partido Social Democrata                        | 0 15 763  | 23,84 / 100,00  | 3,58  | 1 / 2     | 1       |
|                         | CDU – Coligação Democrática Unitária            | 0 8 510   | 12,87 / 100,00  | 0,78  | 0 / 2     | Estável |
|                         | Bloco de Esquerda                               | 0 7 019   | 10,75 / 100,00  | 6,15  | 0 / 2     | Estável |
|                         | CDS – Partido Popular                           | 0 5 286   | 7,99 / 100,00   | 3,77  | 0 / 2     | Estável |
|                         | Partido Comunista dos Trabalhadores Portugueses | 0 1 316   | 1,99 / 100,00   | 1,12  | 0 / 2     | Estável |
|                         | Outros                                          | 0 985     | 1,49 / 100,00   |       | 0 / 2     |         |
|                         | Votos inválidos                                 | 0 1 839   | 2,78 / 100,00   | 0,42  |           |         |
| Total                   | Total                                           | 0 66 122  | 100,00 / 100,00 |       | 2 / 2     |         |
| Eleitorado/Participação | Eleitorado/Participação                         | 0 108 632 | 60,87 / 100,00  | 4,49  |           |         |

### Porto
| Partidos                | Partidos                             | Votos     | %               | +/-  | Deputados | +/-     |
| ----------------------- | ------------------------------------ | --------- | --------------- | ---- | --------- | ------- |
|                         | Partido Socialista                   | 0 422 053 | 41,81 / 100,00  | 6,72 | 18 / 39   | 2       |
|                         | Partido Social Democrata             | 0 294 186 | 29,14 / 100,00  | 1,33 | 12 / 39   | Estável |
|                         | CDS – Partido Popular                | 0 93 831  | 9,29 / 100,00   | 2,47 | 4 / 39    | 2       |
|                         | Bloco de Esquerda                    | 0 92 929  | 9,21 / 100,00   | 2,53 | 3 / 39    | 1       |
|                         | CDU – Coligação Democrática Unitária | 0 57 584  | 5,70 / 100,00   | 0,38 | 2 / 39    | Estável |
|                         | Outros                               | 0 22 929  | 2,26 / 100,00   |      | 0 / 39    |         |
|                         | Votos inválidos                      | 0 25 976  | 2,57 / 100,00   | 0,27 |           |         |
| Total                   | Total                                | 1 009 488 | 100,00 / 100,00 |      | 39 / 39   | 1       |
| Eleitorado/Participação | Eleitorado/Participação              | 1 550 752 | 65,10 / 100,00  | 4,07 |           |         |

### Santarém
| Partidos                | Partidos                                        | Votos     | %               | +/-   | Deputados | +/-     |
| ----------------------- | ----------------------------------------------- | --------- | --------------- | ----- | --------- | ------- |
|                         | Partido Socialista                              | 0 83 123  | 33,70 / 100,00  | 12,44 | 4 / 10    | 2       |
|                         | Partido Social Democrata                        | 0 66 516  | 26,97 / 100,00  | 0,58  | 3 / 10    | Estável |
|                         | Bloco de Esquerda                               | 0 29 379  | 11,91 / 100,00  | 5,38  | 1 / 10    | 1       |
|                         | CDS – Partido Popular                           | 0 27 660  | 11,22 / 100,00  | 4,29  | 1 / 10    | 1       |
|                         | CDU – Coligação Democrática Unitária            | 0 22 848  | 9,26 / 100,00   | 0,64  | 1 / 10    | Estável |
|                         | Partido Comunista dos Trabalhadores Portugueses | 0 3 399   | 1,38 / 100,00   | 0,46  | 0 / 10    | Estável |
|                         | Outros                                          | 0 5 269   | 2,13 / 100,00   |       | 0 / 10    |         |
|                         | Votos inválidos                                 | 0 8 429   | 3,42 / 100,00   | 0,26  |           |         |
| Total                   | Total                                           | 0 246 623 | 100,00 / 100,00 |       | 10 / 10   |         |
| Eleitorado/Participação | Eleitorado/Participação                         | 0 404 095 | 61,03 / 100,00  | 4,34  |           |         |

### Setúbal
| Partidos                | Partidos                                        | Votos     | %               | +/-  | Deputados | +/-     |
| ----------------------- | ----------------------------------------------- | --------- | --------------- | ---- | --------- | ------- |
|                         | Partido Socialista                              | 0 142 626 | 34,00 / 100,00  | 9,71 | 7 / 17    | 1       |
|                         | CDU – Coligação Democrática Unitária            | 0 84 203  | 20,07 / 100,00  | 0,13 | 4 / 17    | 1       |
|                         | Partido Social Democrata                        | 0 68 740  | 16,39 / 100,00  | 0,34 | 3 / 17    | Estável |
|                         | Bloco de Esquerda                               | 0 58 827  | 14,02 / 100,00  | 3,78 | 2 / 17    | Estável |
|                         | CDS – Partido Popular                           | 0 38 378  | 9,15 / 100,00   | 4,10 | 1 / 17    | Estável |
|                         | Partido Comunista dos Trabalhadores Portugueses | 0 5 579   | 1,33 / 100,00   | 0,08 | 0 / 17    | Estável |
|                         | Outros                                          | 0 7 754   | 1,84 / 100,00   |      | 0 / 17    |         |
|                         | Votos inválidos                                 | 0 13 381  | 3,19 / 100,00   | 0,53 |           |         |
| Total                   | Total                                           | 0 419 488 | 100,00 / 100,00 |      | 17 / 17   |         |
| Eleitorado/Participação | Eleitorado/Participação                         | 0 699 096 | 60,01 / 100,00  | 4,75 |           |         |

### Viana do Castelo
| Partidos                | Partidos                             | Votos     | %               | +/-  | Deputados | +/-     |
| ----------------------- | ------------------------------------ | --------- | --------------- | ---- | --------- | ------- |
|                         | Partido Socialista                   | 0 51 305  | 36,26 / 100,00  | 5,71 | 3 / 6     | Estável |
|                         | Partido Social Democrata             | 0 44 327  | 31,33 / 100,00  | 2,17 | 2 / 6     | Estável |
|                         | CDS – Partido Popular                | 0 19 246  | 13,60 / 100,00  | 2,20 | 1 / 6     | Estável |
|                         | Bloco de Esquerda                    | 0 12 098  | 8,55 / 100,00   | 4,04 | 0 / 6     | Estável |
|                         | CDU – Coligação Democrática Unitária | 0 5 934   | 4,19 / 100,00   | 0,23 | 0 / 6     | Estável |
|                         | Outros                               | 0 4 572   | 3,22 / 100,00   |      | 0 / 6     |         |
|                         | Votos inválidos                      | 0 4 000   | 2,83 / 100,00   | 0,29 |           |         |
| Total                   | Total                                | 0 141 482 | 100,00 / 100,00 |      | 6 / 6     |         |
| Eleitorado/Participação | Eleitorado/Participação              | 0 255 700 | 55,33 / 100,00  | 5,90 |           |         |

### Vila Real
| Partidos                | Partidos                             | Votos     | %               | +/-  | Deputados | +/-     |
| ----------------------- | ------------------------------------ | --------- | --------------- | ---- | --------- | ------- |
|                         | Partido Social Democrata             | 0 52 006  | 41,10 / 100,00  | 0,83 | 3 / 5     | 1       |
|                         | Partido Socialista                   | 0 45 606  | 36,05 / 100,00  | 7,79 | 2 / 5     | 1       |
|                         | CDS – Partido Popular                | 0 12 761  | 10,09 / 100,00  | 3,33 | 0 / 5     | Estável |
|                         | Bloco de Esquerda                    | 0 6 958   | 5,50 / 100,00   | 3,11 | 0 / 5     | Estável |
|                         | CDU – Coligação Democrática Unitária | 0 3 621   | 2,86 / 100,00   | 0,39 | 0 / 5     | Estável |
|                         | Outros                               | 0 2 220   | 1,75 / 100,00   |      | 0 / 5     |         |
|                         | Votos inválidos                      | 0 3 348   | 2,65 / 100,00   | 0,03 |           |         |
| Total                   | Total                                | 0 126 520 | 100,00 / 100,00 |      | 5 / 5     |         |
| Eleitorado/Participação | Eleitorado/Participação              | 0 236 322 | 53,54 / 100,00  | 3,65 |           |         |

### Viseu
| Partidos                | Partidos                             | Votos     | %               | +/-  | Deputados | +/-     |
| ----------------------- | ------------------------------------ | --------- | --------------- | ---- | --------- | ------- |
|                         | Partido Social Democrata             | 0 80 676  | 37,47 / 100,00  | 2,72 | 4 / 9     | Estável |
|                         | Partido Socialista                   | 0 74 745  | 34,71 / 100,00  | 5,69 | 4 / 9     | Estável |
|                         | CDS – Partido Popular                | 0 28 867  | 13,41 / 100,00  | 4,77 | 1 / 9     | Estável |
|                         | Bloco de Esquerda                    | 0 13 971  | 6,49 / 100,00   | 3,16 | 0 / 9     | Estável |
|                         | CDU – Coligação Democrática Unitária | 0 6 148   | 2,86 / 100,00   | 0,62 | 0 / 9     | Estável |
|                         | Outros                               | 0 3 719   | 1,73 / 100,00   |      | 0 / 9     |         |
|                         | Votos inválidos                      | 0 7 194   | 3,34 / 100,00   | 0,02 |           |         |
| Total                   | Total                                | 0 215 320 | 100,00 / 100,00 |      | 9 / 9     |         |
| Eleitorado/Participação | Eleitorado/Participação              | 0 381 883 | 56,38 / 100,00  | 4,19 |           |         |

### Europa
| Partidos                | Partidos                             | Votos    | %               | +/-   | Deputados | +/-     |
| ----------------------- | ------------------------------------ | -------- | --------------- | ----- | --------- | ------- |
|                         | Partido Socialista                   | 0 7 219  | 43,02 / 100,00  | 11,30 | 1 / 2     | Estável |
|                         | Partido Social Democrata             | 0 3 970  | 23,66 / 100,00  | 3,08  | 1 / 2     | Estável |
|                         | Bloco de Esquerda                    | 0 794    | 4,73 / 100,00   | 2,46  | 0 / 2     | Estável |
|                         | CDS – Partido Popular                | 0 785    | 4,68 / 100,00   | 1,32  | 0 / 2     | Estável |
|                         | CDU – Coligação Democrática Unitária | 0 732    | 4,36 / 100,00   | 0,26  | 0 / 2     | Estável |
|                         | FEH – Frente Ecologia e Humanismo    | 0 192    | 1,14 / 100,00   | Novo  | 0 / 2     | Novo    |
|                         | Outros                               | 0 319    | 1,90 / 100,00   |       | 0 / 2     |         |
|                         | Votos inválidos                      | 0 2 768  | 16,50 / 100,00  | 7,57  |           |         |
| Total                   | Total                                | 0 16 779 | 100,00 / 100,00 |       | 2 / 2     |         |
| Eleitorado/Participação | Eleitorado/Participação              | 0 72 536 | 23,13 / 100,00  | 7,79  |           |         |

### Fora da Europa
| Partidos                | Partidos                             | Votos    | %               | +/-  | Deputados | +/-     |
| ----------------------- | ------------------------------------ | -------- | --------------- | ---- | --------- | ------- |
|                         | Partido Social Democrata             | 0 4 736  | 54,48 / 100,00  | 3,89 | 2 / 2     | Estável |
|                         | Partido Socialista                   | 0 1 916  | 22,04 / 100,00  | 4,58 | 0 / 2     | Estável |
|                         | CDS – Partido Popular                | 0 274    | 3,15 / 100,00   | 0,37 | 0 / 2     | Estável |
|                         | Bloco de Esquerda                    | 0 177    | 2,04 / 100,00   | 1,35 | 0 / 2     | Estável |
|                         | CDU – Coligação Democrática Unitária | 0 90     | 1,04 / 100,00   | 0,01 | 0 / 2     | Estável |
|                         | FEH – Frente Ecologia e Humanismo    | 0 90     | 1,04 / 100,00   | Novo | 0 / 2     | Novo    |
|                         | Outros                               | 0 258    | 2,96 / 100,00   |      | 0 / 2     |         |
|                         | Votos inválidos                      | 0 1 152  | 13,25 / 100,00  | 4,89 |           |         |
| Total                   | Total                                | 0 8 693  | 100,00 / 100,00 |      | 2 / 2     |         |
| Eleitorado/Participação | Eleitorado/Participação              | 0 94 471 | 9,20 / 100,00   | 9,09 |           |         |

| Eleições legislativas portuguesas de 2009 Distritos: Aveiro \| Beja \| Braga \| Bragança \| Castelo Branco \| Coimbra \| Évora \| Faro \| Guarda \| Leiria \| Lisboa \| Portalegre \| Porto \| Santarém \| Setúbal \| Viana do Castelo \| Vila Real \| Viseu \| Açores \| Madeira \| Estrangeiro |

## Custos

### Organização das eleições
A organização das eleições legislativas, segundo dados da Direção-Geral de Administração Interna, teve os seguintes custos principais:
| Tipo                          | Custo (€)   |
| ----------------------------- | ----------- |
| Membros das mesas de voto     | 4 531 881 € |
| Tempo de antena               | 3 500 000 € |
| Impressão de boletins de voto | 281 350 €   |

### Subvençãopública aos partidos para as campanhas eleitorais
O valor total desta subvenção era de 9 000 000 €, o que equivalia a 20 000 salários mínimos nacionais mensais (450 € em 2009) conforme definido no artigo 17.º da Lei do Financiamento dos Partidos Políticos e das Campanhas Eleitorais. Apesar de o Partido Comunista dos Trabalhadores Portugueses (PCTP/MRPP) ter obtido mais de 50 000 votos, não teve direito a esta subvenção para a campanha eleitoral que exige representação parlamentar. De acordo com o artigo 18.º da mesma lei, os valores da subvenção pública para financiamento dos partidos políticos não podia ser superior aos valores dos orçamentos dos partidos para a campanha eleitoral e das despesas efetivamente realizadas, excluindo os valores de angariação de fundos.

### Subvenção pública para financiamento dos partidos políticos
Esta subvenção era anual e era atribuída durante toda a legislatura. Dependia dos votos obtidos por cada partido ou coligação, sendo equivalente a 1/135 do salário mínimo mensal, o que corresponde a 3,33 € por cada voto. Apenas os partidos ou coligações com mais de 50 000 votos, mesmo sem representação parlamentar, têm direito a esta subvenção como foi o caso do PCTP/MRPP nas eleições legislativas de 2009. Os valores desta subvenção estão indicados na seguinte tabela:
| Partido ou coligação | Partido ou coligação | Votos         | Subvenção (€) |
| -------------------- | -------------------- | ------------- | ------------- |
|                      | PS                   | 2 077 695     | 6 918 724,35  |
|                      | PPD/PSD              | 1 654 777     | 5 510 407,41  |
|                      | CDS–PP               | 592 997       | 1 974 680,01  |
|                      | B.E.                 | 558 062       | 1 858 346,46  |
|                      | PCP–PEV              | 446 994       | 1 488 490,02  |
|                      | PCTP/MRPP            | 52 784        | 175 770,72    |
|                      | MEP                  | 25 475        | 0             |
|                      | PND                  | 21 476        | 0             |
|                      | MMS                  | 16 616        | 0             |
|                      | PPM                  | 15 090        | 0             |
|                      | MPT–P.H.             | 12 370        | 0             |
|                      | P.N.R.               | 11 628        | 0             |
|                      | PPV                  | 8 533         | 0             |
|                      | PTP                  | 4 789         | 0             |
|                      | POUS                 | 4 320         | 0             |
|                      | MPT                  | 3 240         | 0             |
| Total                | Total                | 17 926 418,97 | 17 926 418,97 |
| Total de 4 anos      | Total de 4 anos      | 71 705 675,88 | 71 705 675,88 |

### Orçamentos dos partidos
A seguinte tabela apresenta o orçamento previsto de despesas, de igual valor das receitas, pelos partidos para a campanha das eleições legislativas de 2009, entregues em julho de 2009 à Entidade das Contas e Financiamentos Políticos (órgão do Tribunal Constitucional) O Movimento Esperança Portugal (MEP) foi o único partido sem assento parlamentar que incluiu no orçamento previsto a subvenção para a campanha eleitoral mas não conseguiu eleger pelo menos um deputado para ter direito a essa subvenção.
| Partido ou coligação | Partido ou coligação | Orçamento previsto (€) |
| -------------------- | -------------------- | ---------------------- |
|                      | PS                   | 5 540 000              |
|                      | PPD/PSD              | 3 340 000              |
|                      | CDS–PP               | 850 000                |
|                      | B.E.                 | 993 817                |
|                      | PCP–PEV              | 1 950 000              |
|                      | PCTP/MRPP            | 45 000                 |
|                      | MEP                  | 355 000                |
|                      | PND                  | 50 000                 |
|                      | MMS                  | 40 000                 |
|                      | PPM                  | 18 600                 |
|                      | MPT–P.H.             | 25 000                 |
|                      | P.N.R.               | 3 000                  |
|                      | PPV                  | 4 000                  |
|                      | PTP                  | 62 500                 |
|                      | POUS                 | 1 850                  |
|                      | MPT                  | 300                    |
| Total                | Total                | 13 279 067             |